# Gaucho

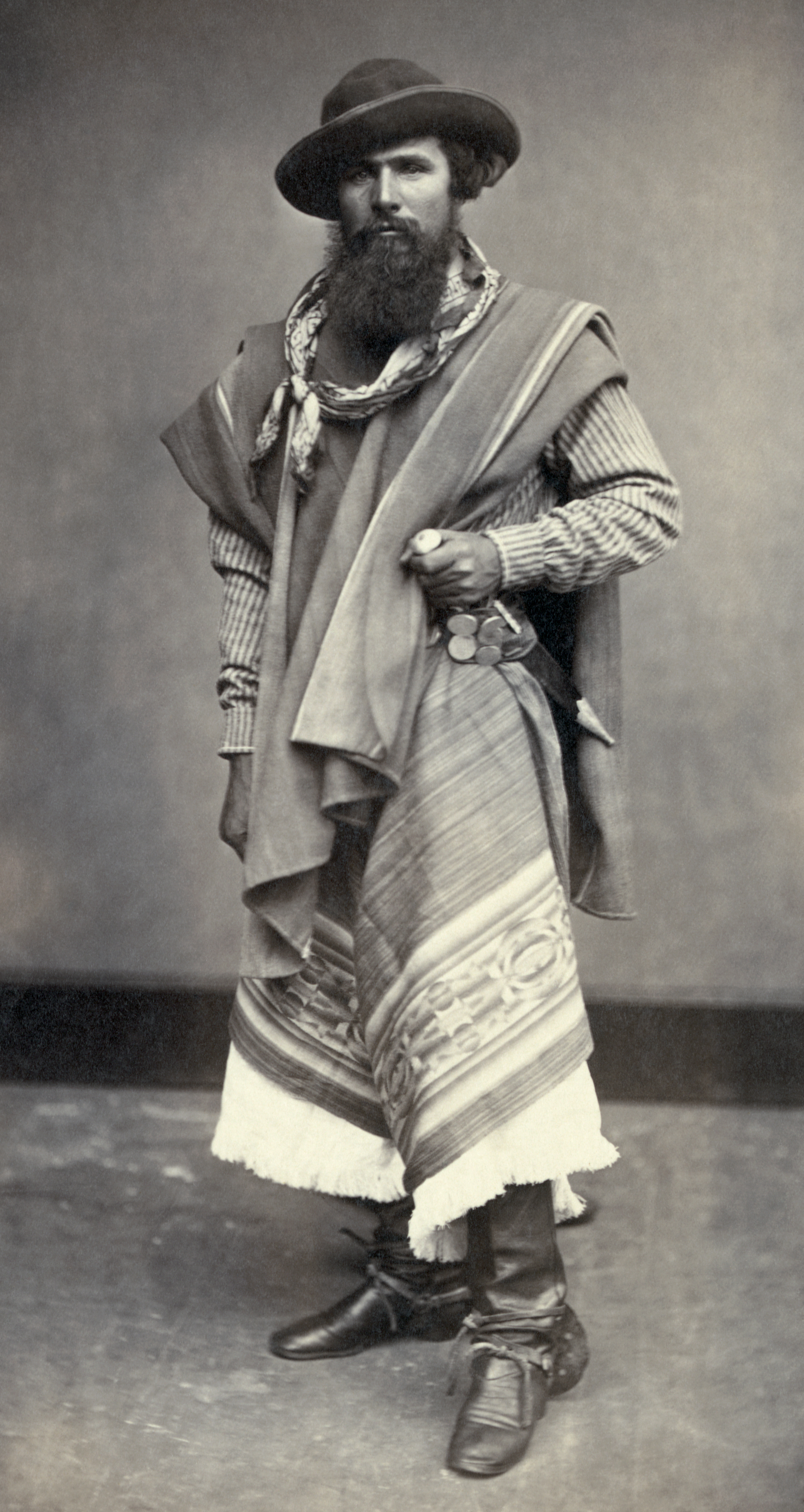
Fotografía tomada por Eugenio Courret de Juan Moreira, gaucho argentino, en Lima, Perú, en 1868.

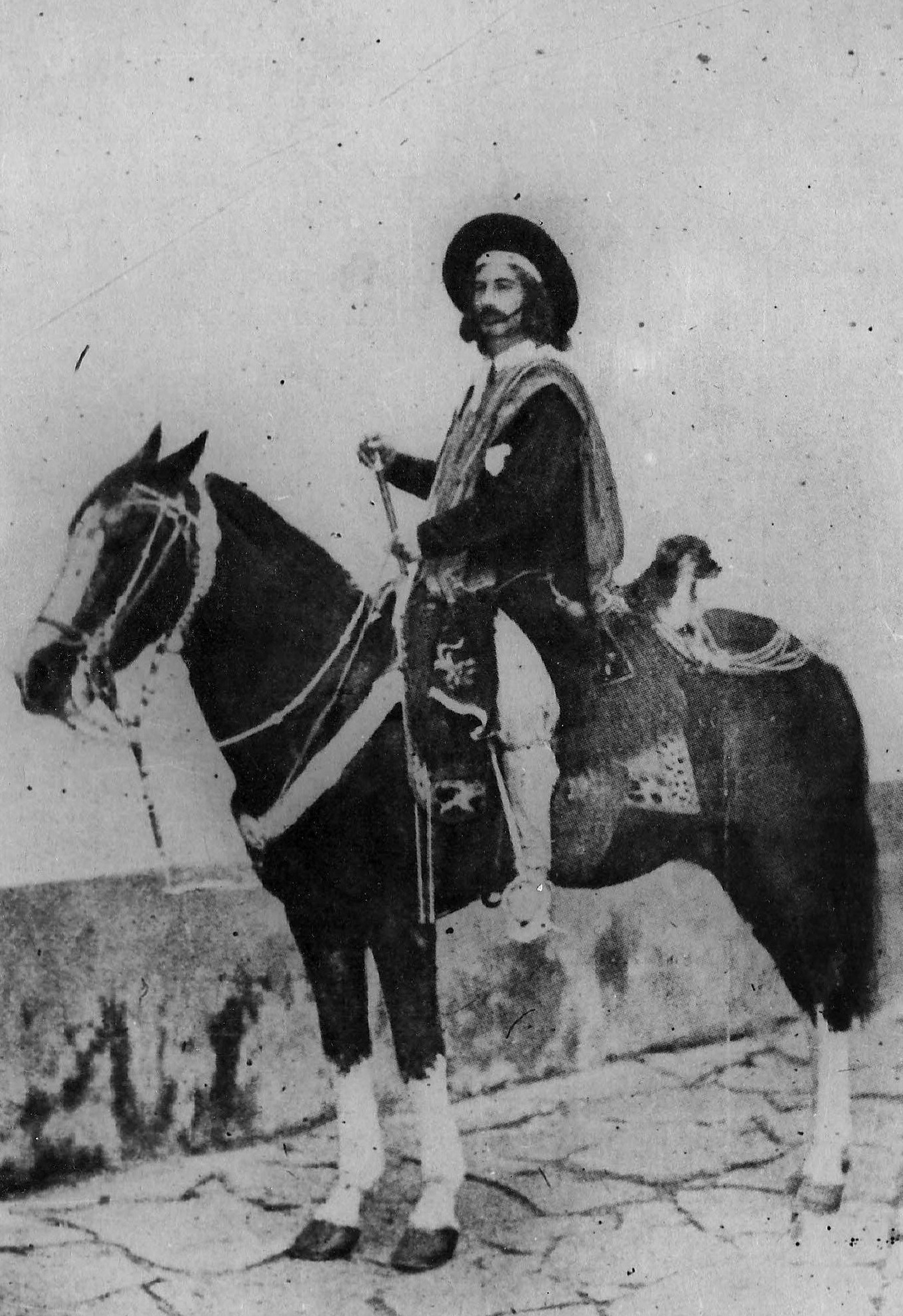
José Podestá, caracterizado como Juan Moreira (c. 1874), montado sobre su lete o pingo, es decir, caballo criollo.

Gaucho es la denominación utilizada para nombrar al habitante característico de las llanuras y zonas adyacentes de Argentina, Brasil (Río Grande del Sur), también por la zona austral de Chile (Región de Los Lagos, Región de Aysén y Región de Magallanes), en la región sur de Bolivia en todo el departamento de Tarija, el Chaco chuquisaqueño, Paraguay y Uruguay en el curso del siglo XVII hasta mediados del siglo XIX. Se identificaba por su condición de hábil jinete y por su vínculo con la proliferación de vacunos en la región, así como por las actividades económicas y culturales derivadas de ella, en especial el consumo de carne y la utilización del cuero.
En cuanto a su ocupación, los sistemas de trabajo impuestos por algunos terratenientes tras la independencia dieron forma al particular régimen clientelar del peón de campo. Y en cuanto a su forma de vida, tenían un estilo pseudonómada. 
A la mujer gaucha se la ha llamado tradicionalmente «china» (del quechua: muchacha y, por extensión, hembra), «paisana», «guaina» (en el norte litoraleño), «gaucha» y «prenda».
La figura del gaucho en las culturas argentina, paraguaya y uruguaya, así como en la región de Río Grande del Sur (Brasil) y en la Patagonia chilena, es considerada como un icono nacional que representa la tradición y las costumbres rurales. Los gauchos lucharon en las guerras de la independencia y civiles. En torno a su figura se formó la denominada literatura gauchesca, cuyo principal eje temático fue la denuncia de la injusticia social, que tuvo como punto culminante los libros El gaucho Martín Fierro (1872) y La vuelta de Martín Fierro (1879).
Por ser habitante del campo, mantiene semejanza con otros habitantes rurales de a caballo, y sobre todo como jinete, como, por ejemplo, el huaso chileno, el charro mexicano, el chalán peruano, el montuvio ecuatoriano, el llanero colombovenezolano, el cowboy estadounidense, el guajiro cubano y el vaquero paraguayo (el llamado actualmente «vaquero» en Paraguay ha recibido también muchas veces, por razones histórico-culturales, el nombre de gaucho).

## Nacimiento

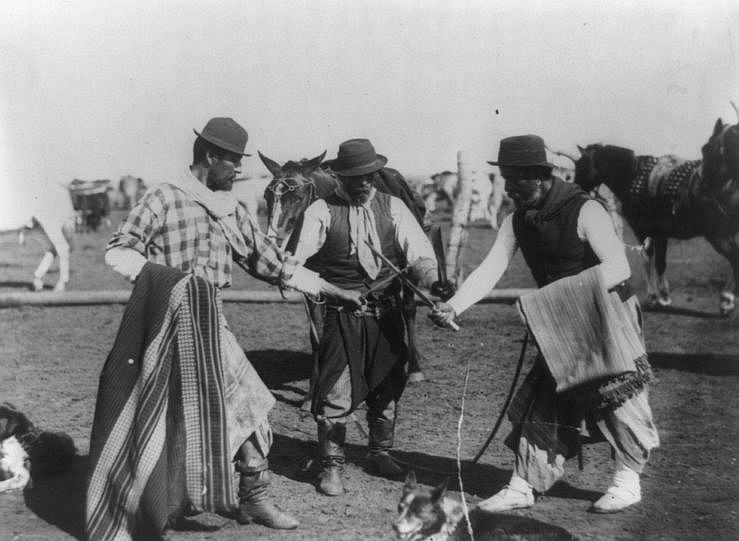
Gauchos a fines del participando de la «esgrima criolla» con sus cuchillos y facones.

Si bien en la época virreinal la palabra gaucho o gauchesco se ha utilizado con sentido variado, con referencia tanto al poblador de las zonas rurales de gran parte del Cono Sur (particularmente del Cono Sur en su vertiente al este de los Andes), como a una forma de cultura, en los primeros tiempos que se utilizó para designar un tipo de habitante de las Sierras del Este de la Banda Oriental, llamadas “tierras de nadie”, no solo de la llanura pampeana, también fue utilizada entonces en las que hoy es Río Grande del Sur, Entre Ríos, Misiones, parte de Corrientes y las fronteras entre los dominios español y portugués. Los “gauchos” y sus antecesores los “gauderios” y “changadores” lograban subsistir compartiendo y mezclándose con guenoas y guaraníes y otros pueblos nativos, con los recursos naturales de la zona, y especialmente, por el abundante ganado cimarrón que se había reproducido en las praderas de estos territorios. Originalmente se utilizaban las palabras vagabundo o vagamundo, changador, forajido, y más tardíamente, gauderíos, para este grupo social "cimarrón" y multiétnico.
La palabra propiamente dicha aparece por primera vez en un documento escrito en 1771 refiriéndose a ciertos "malhechores" que se escondían en la Sierra a una cierta distancia de Maldonado, tal vez en la misma Sierra de los Rocha o sus adyacencias.[cita requerida]
Se trata de una comunicación del comandante de Maldonado, Pablo Carbonell, enviada a Buenos Aires al virrey Juan José Vértiz, fechada el 23 de octubre de 1771:

Muy señor mío; habiendo noticia que algunos gauchos se habían dejado ver a la Sierra mande a los tenientes de Milicias Dn Jph Picolomini y Dn Clemente Puebla, pasasen a dicha Sierra con una Partida de 34 hombres entre estos algunos soldados del Batallón a fin de hacer una descubierta en la expresada Sierra, por ver si podían encontrar a los malhechores, y al mismo tiempo viesen si podía recoger algún ganado; y habiendo practicado...

Desde sus "refugios" en las sierras del este, los gauchos y gauderíos se trasladaban al oeste para ir a buscar tropas y rebaños que llevaban hacia el este, ya sea a lo largo de la costa hacia las poblaciones portuguesas más cercanas, o en algunas ocasiones a la costa de Castillos, donde las vendían a expediciones europeas (sobre todo francesas)[cita requerida]. El pasaje de ganado desde la mitad sur de la Banda Oriental hacia Brasil era posible tanto por las zonas costeras (camino del arenal), a lo largo de las lagunas, donde además había rinconadas naturales que facilitaban el trabajo, como por la Cuchilla Grande en tierras del Cerro Largo. La zona de Cerro Largo que era un camino natural, un área descampada con un relieve ondulado de praderas sin mayores escondites naturales. Los caminos de la costa, en cambio, tenían numerosas zonas serranas en sus cercanías donde los "gauchos" podían refugiarse cuando venían las patrullas españolas. Las serranías de Ánimas, Carapé y de la Ballena [cita requerida] tenían la desventaja de estar demasiado cerca de los destacamentos militares de Maldonado. Por esa razón es probable, que los primeros núcleos gauchos, se hayan refugiado en las zonas serranas rochenses, en particular detrás de la Sierra de los Rocha.[cita requerida].

Riña de gallos - Salta, según Palliére. Acuarela, 1858.

Es destacado mencionar además, que a partir del Tratado de Madrid de 1750, y hasta la modificación de los límites algunos años más tarde, la frontera entre España y Portugal había estado ubicada en la zona de los Castillos (hoy conocida como Cabo Polonio); el primer marco estaba en una punta rocosa al oeste de este Cabo, en el cerro Buena Vista, en el Cerro de la India Muerta y así sucesivamente hasta llegar a la Cuchilla Grande.
Después del mencionado Tratado de Madrid, firmado por España y Portugal, los misioneros de Río Grande del Sur se negaron a abandonar la región y moverse al sur del Río Uruguay. El tratado asentó los límites entre las tierras de los dos reinos y los misioneros tuvieron que quedarse en tierras españolas. Se desató una revuelta de los aborígenes (alianza de charrúas, minuanes, guenoas, guaraníes y jesuitas contra los demás europeos), conocida como la Guerra Guaranítica, que solo finalizó después que los portugueses destruyeran las Misiones Orientales en 1756, y los españoles fundaran Salto y Maldonado. Después de la guerra, muchos aborígenes quedaron sin hogar, y el ganado quedó libre pastando en los campos. Estos aborígenes sin casa se convirtieron en los primeros gauchos y después de 150 años, el ganado cimarrón se esparció por toda la pampa, convirtiéndose en una importante fuente de alimentos para los gauchos vagabundos.
El abandono de las estancias jesuíticas, que se internaban hasta el centro de la Banda Oriental por el sur y las cercanías del Atlántico por el este, hizo que estos campos se constituyeran en “tierras de nadie” y el ganado cimarrón fuera explotado ilegalmente por audaces hacendados blancos de la región de las antiguas vaquerías jesuíticas. El lento avance de hacendados provenientes de Buenos Aires, Montevideo, Santa Fe, Corrientes y Río Pardo, les fue disputando la soberanía de las praderas. Se extinguían las vaquerías dando lugar a la formación de unidades de producción organizadas y muy fructíferas, en épocas en que el cuero y el charque empezaban a ser muy requeridos, sobre todo en las zonas mineras del Planalto al sur de Brasil, cercano a las Misiones.
La Sierra de los Rocha era la última antes de llegar a dicha línea fronteriza y tal vez, por ese motivo, ya sea detrás o hacia el norte de la misma, se habrían localizado los primeros refugios gauchos.
Ya en la época de los gauderíos, algunos años antes, se hablaba de una "republiqueta" de gauderíos en la zona de Cebollatí.[cita requerida] En ese lugar, habían "fortificado los principales puntos con cañones, fosos y palizadas, en las estancias que eran de los indígenas guaraníes".

## Etimología

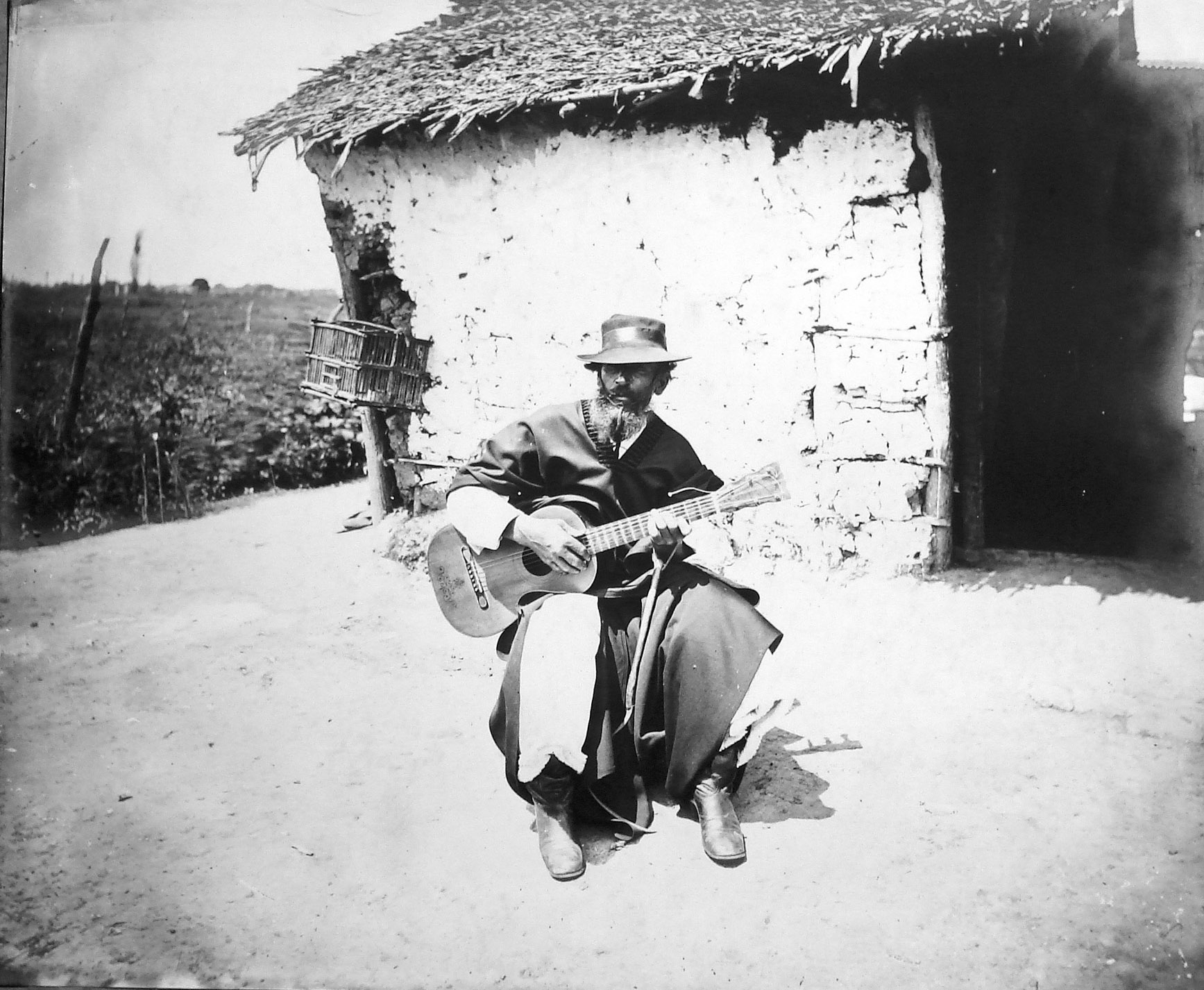
Gaucho payador con su guitarra, c. 1886.

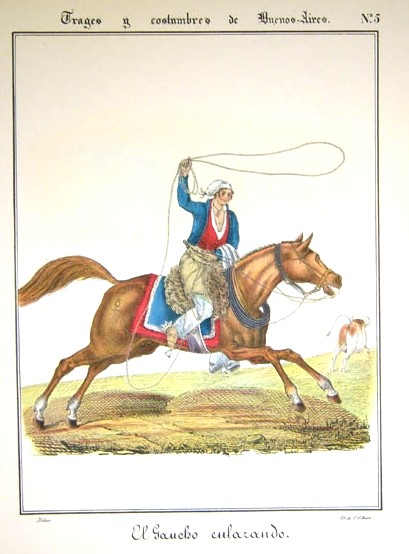
Dibujo de un gaucho enlazando, por César y Andrea Bacle (c. 1835).

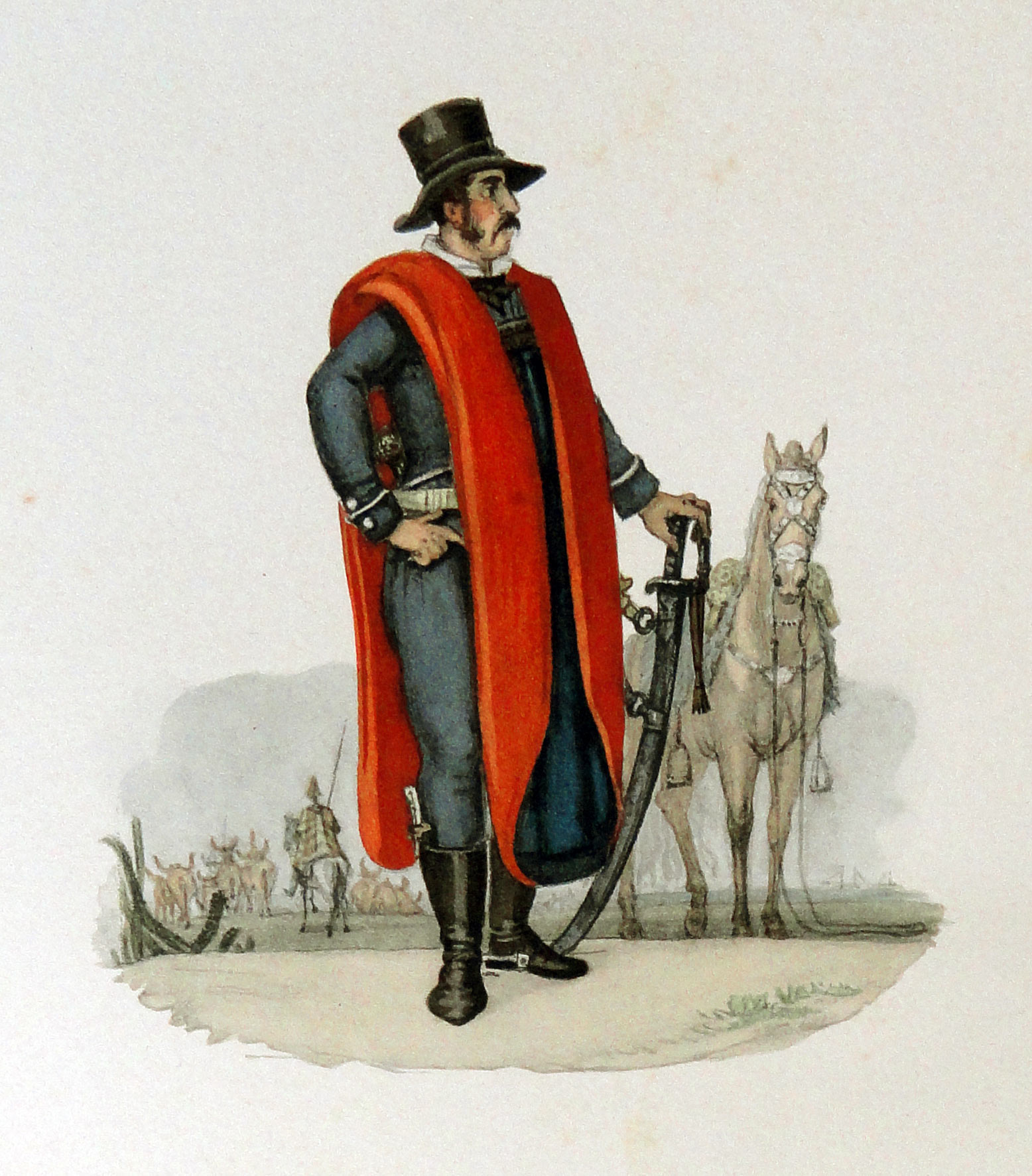
Dibujo de un gaucho realizado por Jean-Baptiste Debret en Brasil, entre 1834 y 1839.

Existen varias teorías sobre el origen del vocablo, entre otras hipótesis, que puede haber derivado del quechua "huachu" (huérfano, vagabundo), del gentilicio guanches o guanchos de los canarios llevados en 1724 para refundar Montevideo, o del árabe "chaucho" (un látigo utilizado en el arreo de animales). Según el investigador Mariano Polliza deriva de la palabra de origen portugués "gauderio" con la que se designaba a los andariegos habitantes de las grandes extensiones de campo de Río Grande del Sur y del este de la Banda Oriental, pasando al Río de la Plata en el siglo XVIII, donde hasta entonces no era conocida, otro supuesto origen sería garrucho palabra portuguesa que señala a un instrumento usado por los gauchos para atrapar y desjarretar a los ganados.
En el árabe mudéjar existía la palabra hawsh para designar al pastor y al sujeto vagabundo. Por otra parte se ha señalado la probable influencia de inmigrantes moriscos clandestinos en la génesis del gauchaje, tal cual lo indicaba Diego de Góngora en sus informes capitulares a la Corona española. Aún hoy en Andalucía —especialmente en la lengua gitana caló— se habla de gacho para denominar al campesino y, de modo figurado, al amante de una mujer. En el siglo XVIII, Concolorcorvo habla de gauderios cuando menciona a los gauchos o huasos: "Estos son unos mozos nacidos en Montevideo y en los vecinos pagos. Mala camisa y peor vestido procuran encubrir con uno o dos ponchos...", gauderio parece ser una especie de "latinización" de las palabras antedichas, latinización asociada al término latino —muy conocido entonces, ya que era usual en la liturgia católica— gaudeus, que significa "regocijo", e incluso "libertinaje", es decir la palabra "gaucho" como la palabra "huaso" —metátesis una de la otra— parecen indudablemente plurietimológicas, y forjadas en un contexto temporal y territorial específico, el ámbito ganadero del Cono Sur. A la formación del gaucho también contribuyeron los camiluchos, estos eran los antiguos peones o "camilos" de las Misiones Jesuíticas, los cuales, al ser expulsada la orden jesuítica en 1767 e invadidas las "reducciones", marcharon hacia la región pampeana o llanura de la pampa argentina.

Cuartel de coraceros - Buenos Aires, según Durand Brager. Dibujo coloreado, 1841

## Origen de la expresióngaucho
Según Ricardo Rodríguez Molas: «El origen de la palabra gaucho, como el de tantas otras del Nuevo Mundo, ha dado lugar a las más variadas y no pocas veces alucinantes teorías filológicas».
Una opinión que ha tomado fuerza en los últimos años indica que tanto la palabra «guaso» como «gaucho» tendrían raíz hispana, específicamente originada en Andalucía, donde a la falta de gracia se le denomina «huasa»; al exceso de gracia, «guasón»; y al campesino que también habría sido el étimo de la palabra gaucho: «gacho». La combinación de esas tres palabras habría originado el término «huaso» para referirse al hombre de campo chileno.
Las primeras referencias escritas a los gauchos se encuentran a comienzos del siglo XVII, utilizando términos como «mancebos», «mancebos de la tierra», «moços perdidos», «moços vagabundos», «criollos de la tierra», «changadores».
A mediados del siglo XVII, comenzó a utilizarse la palabra "gauderio" para designar a ese grupo social. Poco después aparece la palabra "gaucho", encontrada por primera vez escrita en un documento oficial de la Banda Oriental en 1771, siendo ya de uso generalizado para fin de siglo.
La palabra Gaucho aparece por primera vez en un documento originado en Montevideo el 8 de agosto de 1780: "...que el expresado Díaz no consentirá en dicha estancia que se abriguen ningunos contrabandistas, vagamundos u ociosos que aquí se conocen por Gauchos".
La palabra gaucho al parecer se aplicó inicialmente de manera despectiva para designar a un cierto tipo de poblador habitual de las zonas rurales del Cono Sur. Los primeros escritores hablaron de "gauderios" (holgazanes) en la zona, que se encontraban fuera del alcance de las autoridades; era habitual que jóvenes provenientes de distintas regiones que hoy integran Argentina, Uruguay, Región al sur de Brasil y Paraguay, se dedicaran a contrabando —sin saber que lo practicaban ya que los límites entre jurisdicciones eran muy difusos y variaban casi constantemente— de vacunos y cueros, siguiendo para sus trajines, entre otras rutas, la oriental ruta del ganado. La gran región del Cono Sur, apenas conocida por las autoridades españolas y portuguesas, eran también un refugio para fugitivos de las opresivas leyes de las autoridades coloniales y poscoloniales, así como de esclavos fugados. Incluso cerca del río Cebollatí, que delimita los actuales departamentos uruguayos de Rocha y Treinta y Tres, llegó a organizarse una republiqueta gaucha, fortificada con cañones.[cita requerida]

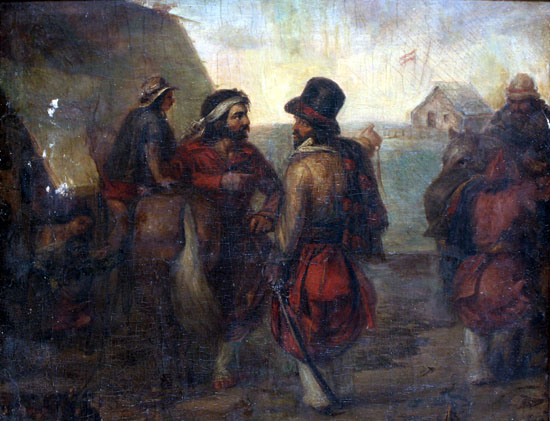
Campamento Gaucho de Rosas en Palermo, por Fiorini, 1835.

En las últimas décadas del siglo XVIII y primeras del siglo XIX, la palabra gaucho se extendió por toda la región, para designar a los trabajadores libres que vivían de los vacunos salvajes o cimarrones de las pampas. Inicialmente el término era usado despectivamente, pero ya en la segunda y tercera década del siglo XIX, la palabra comenzó a perder su connotación despectiva, de la mano de la causa federalista iniciada por José Gervasio Artigas, liderando una alianza de provincias integrada por las provincias de Córdoba, de Corrientes, de Entre Ríos, Misiones (incluyendo en esa época también a las Misiones Orientales), la Provincia Oriental y la de Santa Fe.
En 1833 Charles Darwin visitó la región en su famoso viaje alrededor del mundo a bordo del HMS Beagle. Darwin realizó amplias referencias descriptivas sobre los gauchos en su libro A Naturalist's Voyage Round the World. The Voyage of the Beagle (Viaje de un naturalista alrededor del mundo. El viaje del Beagle), utilizando la palabra sin ningún dejo despectivo y reflejando su utilización generalizada en las dos orillas del Río de la Plata e incluso en la Patagonia. Darwin, quien llegó a entrevistarse con Juan Manuel de Rosas, dice que Rosas, «al adoptar la vestimenta y los hábitos de los gauchos, ha obtenido una ilimitada popularidad en el país».
Domingo Faustino Sarmiento -cuyo padre, José Clemente Sarmiento, podría considerarse gaucho, ya que se desempeñaba como arriero entre Cuyo y Chile- escribió uno de los principales libros de la literatura conosureña del siglo XIX: Facundo o civilización y barbarie en las pampas argentinas, dedicada a analizar la vida de un caudillo gaucho como fue Facundo Quiroga, asociando el término gaucho a la idea de barbarie. El 20 de noviembre de 1861, Sarmiento le escribió a Bartolomé Mitre:

«No trate de economizar sangre de gauchos; éste es un abono que es preciso hacer útil al país; la sangre es lo único que tienen de seres humanos».

y en marzo de 1863:

«Si el coronel Sandes va y mata gente [en las provincias], cállense la boca. Son animales bípedos de tan perversa condición que no sé qué se obtenga con tratarlos mejor».

Sostiene al respecto José Ignacio García Hamilton que 

«La palabra "gaucho" en el siglo XIX tenía un significado distinto del actual. Cuando Sarmiento le dice a Mitre "no ahorre sangre de gauchos, es lo único que tienen de humano", está hablando de Urquiza, es decir, de un empresario y ganadero muy rico. Gaucho quería decir marginal, delincuente o, políticamente, intolerante. Por eso a Rosas y a Urquiza les decían gauchos en este último sentido, es decir, caudillos bárbaros, que no permitían el disenso».

## Modo de vida original

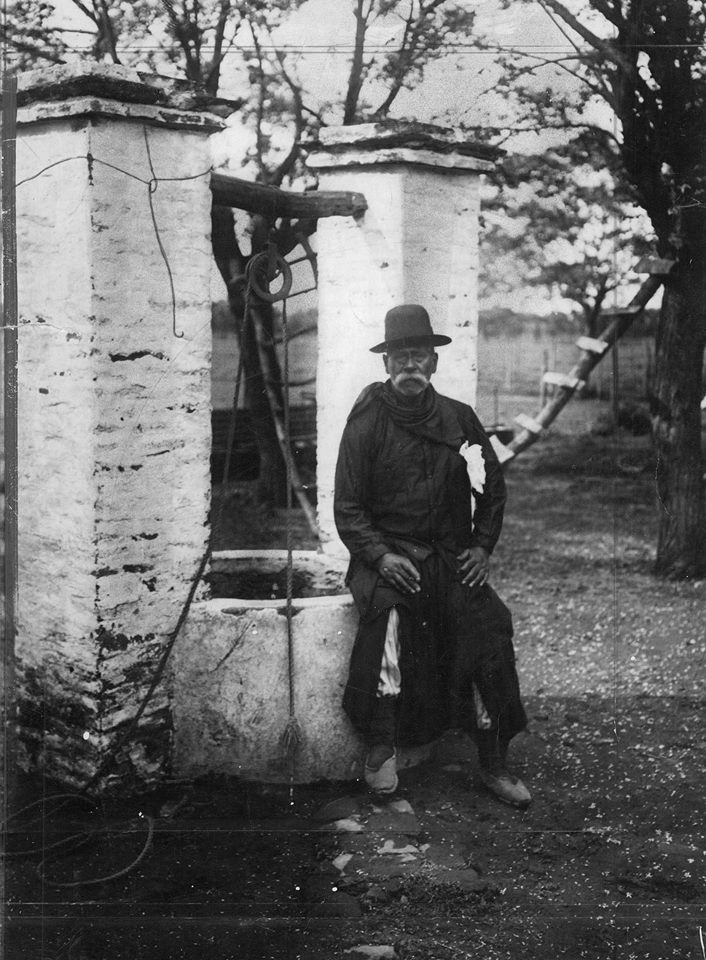
Segundo Ramírez, en quien se inspiró Ricardo Güiraldes para escribir Don Segundo Sombra.

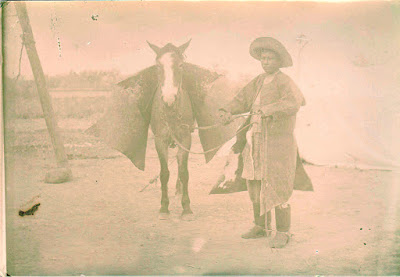
Gaucho del Chaco boliviano, Yacuiba, Fotografía tomada por: Jean Baptiste Vaudry invierno de 1903.

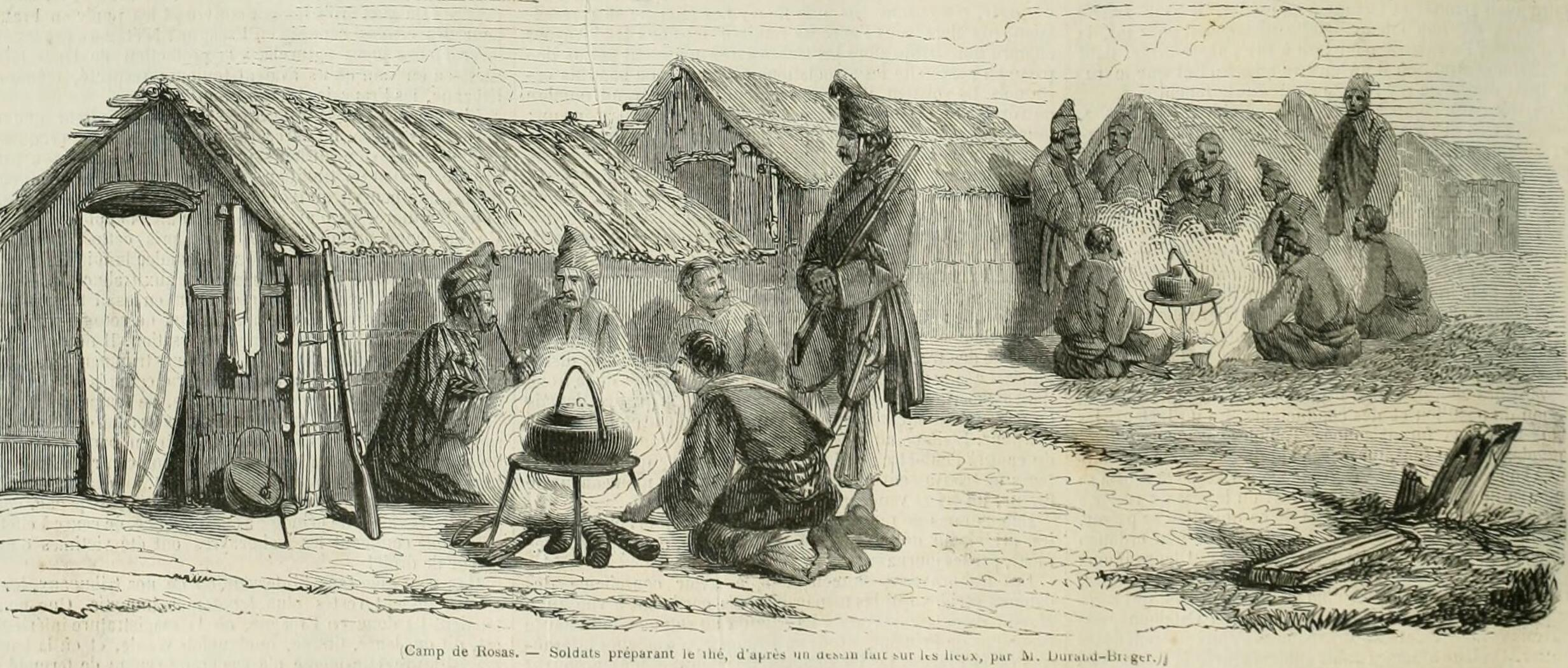
Soldados gauchos que preparan mate, en uno de los campamentos del ejército Juan Manuel de Rosas, Argentina, a partir de un dibujo de Jean-Baptiste Henri Durand-Brager (1814-1879)

La genealogía del gaucho es compleja; sin duda existieron los gauchos —aunque no fuera generalizado ese nombre— ya desde los tiempos de Hernandarias, al requerirse sujetos libres para manejar los numerosos rebaños de ganado cimarrón que medraban en las vaquerías pamperas y campañas del Mar o Vaquerías del Mar en el siglo XVII. Estos "protogauchos" eran criollos y mestizos en su mayoría eran "mancebos de la tierra", tal como la gran mayoría de quienes acompañaron a Juan de Garay en su fundación de Buenos Aires, e inclusive fueron los primeros vecinos de la ciudad. Sin embargo, existe una leyenda que menciona con nombre y apellido al "primer gaucho": según tal leyenda en 1586 en la aldea que entonces era la actual ciudad de Buenos Aires vivía un soldado raso andaluz llamado Alejo Godoy; este se quejaba del mal trato y las pésimas condiciones de vida y habría enviado una carta al rey de España para que atendiera su condición y las de aquellos que se encontraban en circunstancias semejantes. Como (obviamente) no recibiera respuesta, —se dice— cansado de esperar se acercó al baldío que entonces era la Plaza Mayor y tras gritar "¡Muera Felipe II!" se fugó a galope hacia el campo. Este relato es casi sin duda legendario, pero como muchas leyendas aporta ciertos datos para entender el origen del gaucho.
En Brasil, la historiografía a veces supone a los gauchos con orígenes portugueses. Lo cierto es que en la región contendida de la Banda Oriental, el Río Grande y las Misiones Orientales prosperaron los gauchos que arreaban ganado practicando, sin saberlo, contrabando de ganado entre los territorios entonces españoles y portugueses (el ganado se dirigía a la brasileña "Feria de Sorocaba" siguiendo la Ruta del ganado).
El gaucho era generalmente nómada y habitaba libremente en la región, desde la región pampeana, la llanura que se extiende desde el norte de la Patagonia argentina hasta el estado de Río Grande del Sur al sur de Brasil, en todo el territorio suavemente ondulado del actual Uruguay, llegando hasta la Andes hacia el oeste y aún más al norte, por los llanos chaqueños hasta la región de Chiquitania y Santa Cruz de la Sierra. Mantenía una relación con el ganado introducido por los europeos, un complejo ecuestre criollo. La mayoría de los gauchos eran criollos o mestizos, si bien esto no es definitorio. Hacia 1875 el viajero gascón Henry Armaignac daba una definición más cercana al respecto de quién era considerado gaucho. En principio, gaucho es el habitante rural que tiene gran destreza como jinete, pero esto no basta. Dice Armaignac: "Un extranjero —por ejemplo, un europeo— puede adquirir, aunque sea muy difícil, todas las destrezas del gaucho, vestir como gaucho, hablar como gaucho... pero no será nunca considerado gaucho; en cambio sus hijos aunque todos sus linajes sean directamente europeos, al ser ya nativos o criollos sí serán cabalmente considerados gauchos".

## La china, mujer gaucha
Se conoce como china, huayna o paisana a la mujer gaucha. En las canciones y en la literatura gauchesca, el gaucho solía emplear la palabra prenda como sinónimo de mujer amada. Por lo general, se la describía con ojos grandes, oscuros, aunque algunas tenían ojos azules, y con cabello también oscuro y lacio que solía atar con una o dos trenzas. Al contrario que el gaucho, el carácter de la china se describía como amable y cortés. En el imaginario argentino de la época, su simpatía y su dulzura la distinguían, elementos poco frecuentes en sus equivalentes de género masculino. Sin embargo, la china cabalgaba a la par del gaucho, aun considerando que montaba de lado.

### El origen

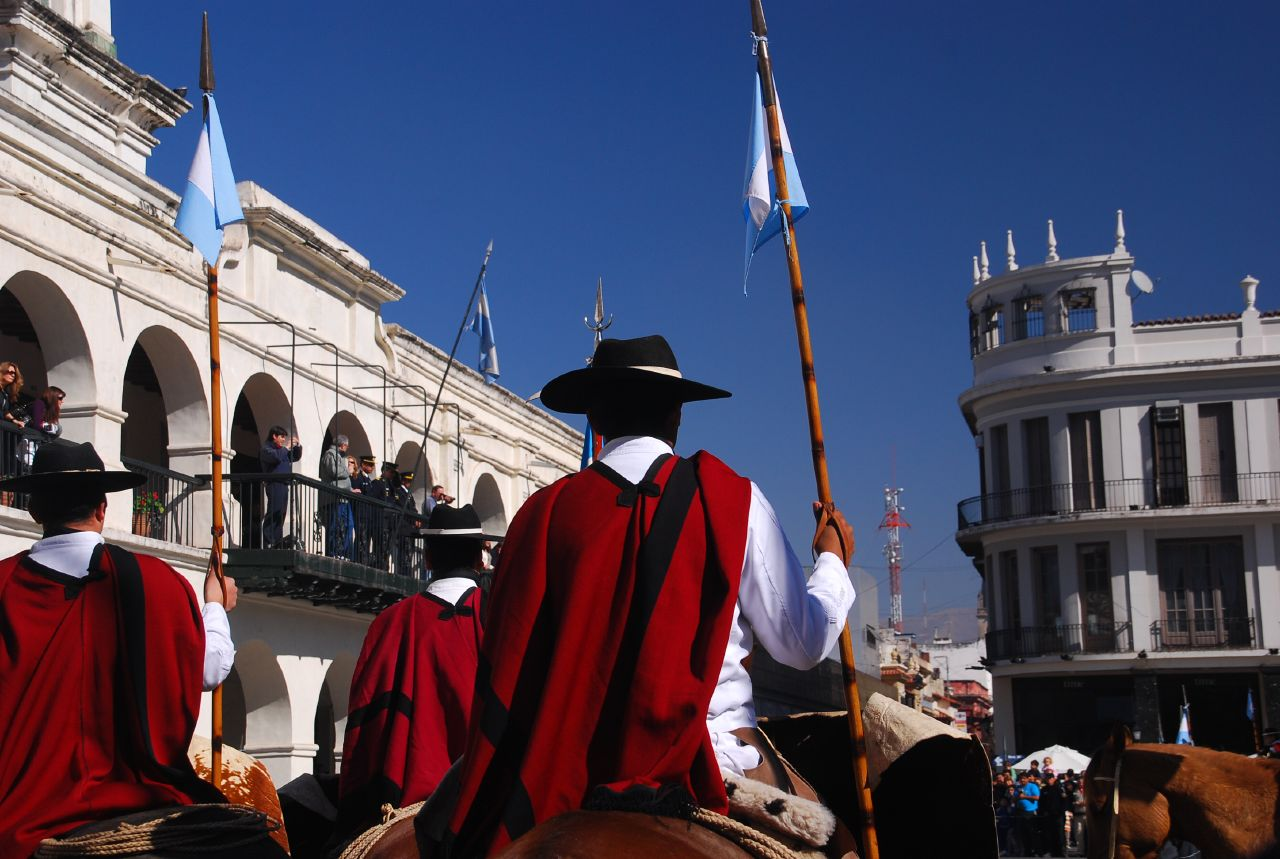
Gauchos en un desfile en la provincia de Salta blandiendo lanzas de cañas tacuara, las típicas lanzas de los gauchos durante la Guerra de la Independencia Argentina, en el sur las cañas para las lanzas o "chuzas" eran de coligües. Nótese que están cubiertos por los livianos, aunque abrigados ponchos salteños.

Al igual que el gaucho, su origen era diverso y sobre todo en tiempos en que el rapto de mujeres solía ser una institución en sí misma, que en nuestros tiempos y en este caso, sería mejor entendida como casamiento que con la denotación actual.
En muchos casos la china era de origen indígena, de ahí esta denominación, la cual se empleaba en forma genérica para hacer referencia a las mujeres aborígenes. Como consecuencia, la literatura a menudo describe a la china como desarraigada de sus congéneres. Esto también se encuentra, aunque con menor frecuencia, en las chinas de otros orígenes, tales como la mujer española, mestiza o criolla, que o bien huye de su pueblo o es raptada por el gaucho, ya sea como botín de guerra o como botín amoroso, al que la china muchas veces se ofrecía sin resistencia. Otras veces, la china simplemente ya nacía arraigada en un estilo de vida gaucho.

### El régimen familiar
La china solía vivir con el gaucho en régimen de semi concubinato, marcado por larga ausencia del varón, que la china sabía soportar con estoica paciencia. Solían conformar núcleos familiares multiparentales. El hogar estaba constituido en el rancho: una pieza de barro con techo de paja, sin ventanas ni chimenea y una sola abertura sin puerta. En el centro del rancho había un fuego que inundaba todo de humo. Amontonados cerca de él, la familia comía y dormía toda junta, envueltos en sus ponchos. Entre el escaso mobiliario se podría encontrar algún catre, un tronco o un cráneo de vaca o de caballo para sentarse, y, con suerte, un baúl y una mesa para jugar a las cartas. Sus habitantes se alumbraban con un candil de sebo de vaca y se calentaban con carbón de leña. La cocina solía estar en una construcción aparte a cierta distancia del rancho principal, tan desprovista como resto del rancho. Por lo general, no se tenía vajilla ni cubiertos, se bebía de un cuerno de buey, el caldo se tomaba directamente de la olla y el asado se preparaba ensartado en una vara de madera o de metal.

### Las labores domésticas
Las labores de la china eran la agricultura y las tareas domésticas, cuidar del rancho y de los hijo. Se encargaba de cocinar el locro, la carbonada, el puchero, y de hacer tortas fritas, dulces y mazamorra, según el escaso lujo lo permitiera. También cuidaba del corral poblado de gallinas, cerdos y caballos, labraba la tierra, y cultivaba el huerto donde se sembraba principalmente maíz, zapallos, sandías, ajíes, cebollas, tabaco, papas y algún árbol frutal, además tejía ponchos y bayetas, zurcía las pilchas y cribaba los calzoncillos con una especie de bordado que el gaucho lucía con orgullo.

## El gaucho, símbolo en elCono Sur

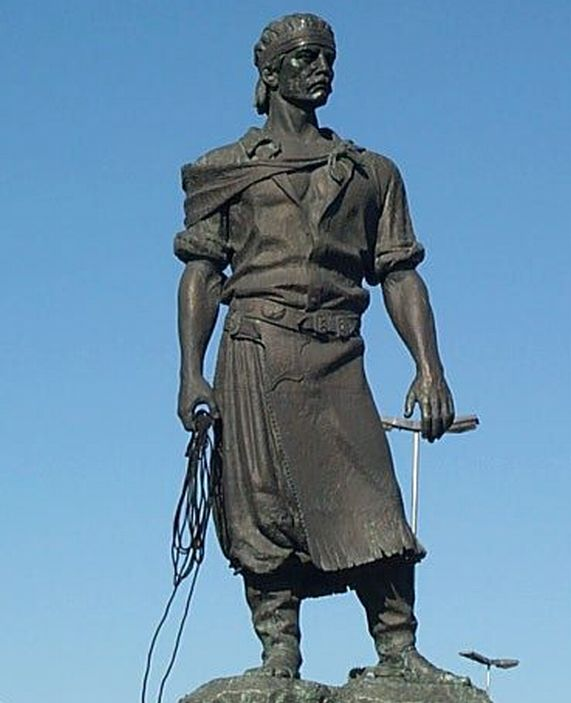
Estatua del lazador, símbolo oficial de la ciudad de Porto Alegre, Brasil, donde se aprecia un lazo. Obra de Antônio Caringi para la cual Paixão Côrtes sirvió de modelo en 1954.

### Su participación en las guerras independentistas
Los gauchos desempeñaron un papel fundamental durante la Guerra de la Independencia Argentina, entre 1810 y 1825.
Surgida la Primera Junta en Buenos Aires fueron gauchos los que siguieron al caudillo José Gervasio Artigas, quien —aunque primeramente no apoyó la revolución patriota si bien poco luego ya decididamente es un líder patriota de las Provincias Unidas del Río de la Plata que lleva a cabo el levantamiento de la Banda Oriental contra el rey de España y los invasores tanto portugueses como brasileños—. Artigas formó un ejército popular de gauchos e indios, derrotó a los realistas y puso sitio a la ciudad de Montevideo y luego promovió en el Cono Sur una Unión de los Pueblos Libres.
Muchos gauchos enarbolaron las ideas de José Gervasio Artigas, totalmente revolucionarias en la región, que mezclaban los contenidos de la ilustración francesa y la independencia de Estados Unidos sobre el legado político y cultural de los españoles. Los gauchos, junto a los indígenas y otros campesinos, ayudaron a cuajar el primer gobierno federal en la inmensa región del Río de la Plata, conformando la Unión de los Pueblos Libres dentro de las Provincias Unidas del Río de la Plata, más apropiadamente un conjunto de provincias confederadas al margen del centralismo de Buenos Aires.
Rápidamente Artigas entró en conflicto también con las autoridades del Directorio y los unitarios instalados en las principales ciudades y también en Buenos Aires y Montevideo. La Banda Oriental, por disposición de Artigas pasó a ser, sustentado por el gauchaje, la Provincia Oriental en las Provincias Unidas del Río de la Plata. Otros gauchos, en cambio, permanecieron fieles a las políticas del Directorio.

Durante la guerra de la independencia el gaucho se integró también en el Ejército del Norte enviado desde Buenos Aires hasta los confines del Alto Perú de lo que fuera el Virreinato del Río de la Plata, ya sea colaborando mediante la recabación de información, la provisión de pertrechos y alimentos o dando su vida en la lucha cuerpo a cuerpo.

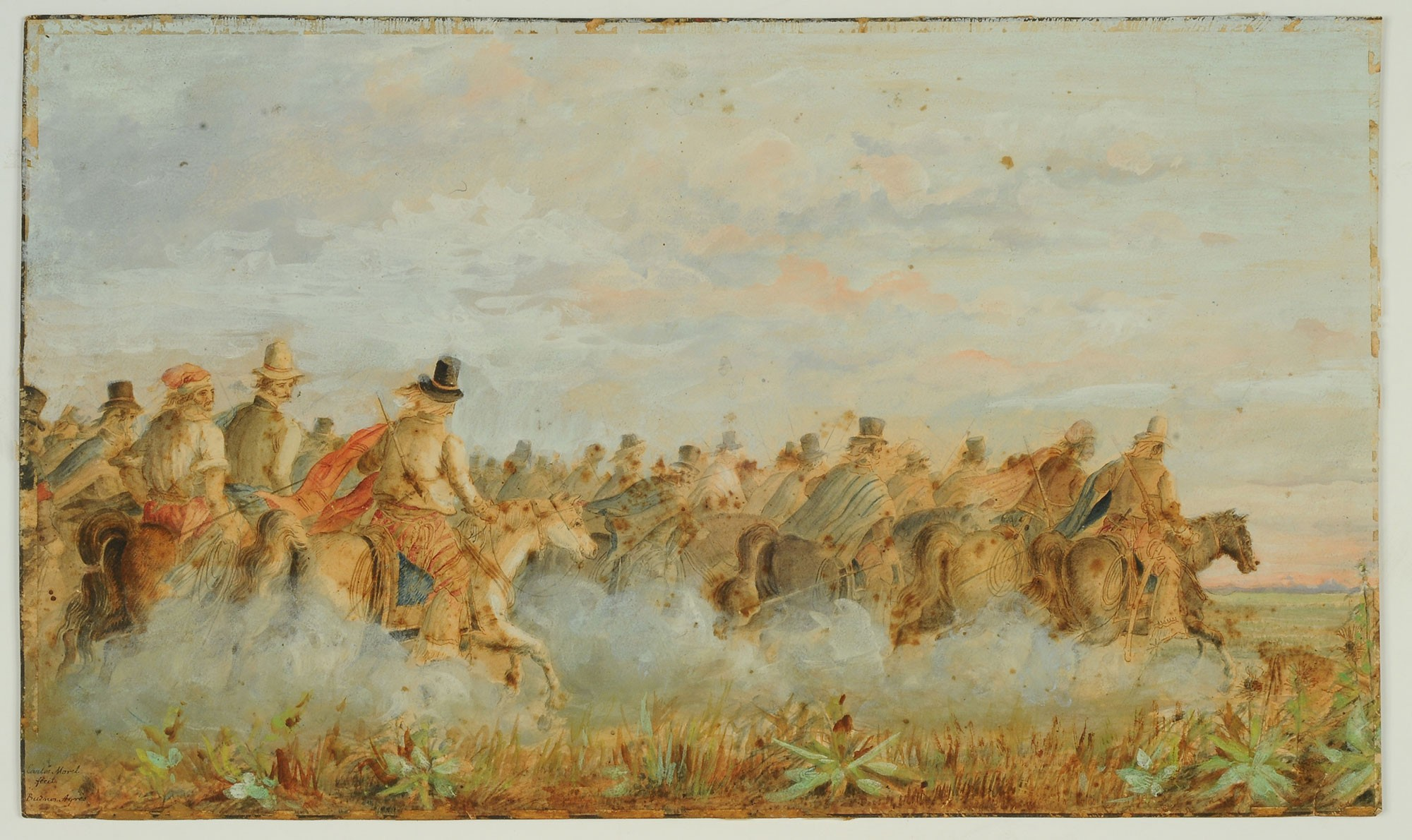
Caballería Gaucha de Carlos Morel.

Especial reconocimiento mereció la actuación de los gauchos del Noroeste argentino, jujeños del mayor general Eustoquio Díaz Vélez. Durante la Segunda Campaña al Alto Perú, comandada por el general Manuel Belgrano, Díaz Vélez creó, en el año 1812, un cuerpo de soldados a caballo, compuesto mayoritariamente de gauchos jujeños, a los que denominó "Los Patriotas Decididos" y que fueron la retaguardia que contuvo permanentemente el avance de los ejércitos realistas durante el Éxodo Jujeño. Estos gauchos de Díaz Vélez participaron también en las victorias de las batallas de las Piedras y de Tucumán, esta última la más importante librada en la Independencia Argentina.
Al ser derrotado el Ejército del Norte fue nombrado como nuevo comandante el general José de San Martín, quien encomendó a Martín Miguel de Güemes la defensa de la frontera norte, mientras él se dirigiría a Mendoza a formar el Ejército de los Andes (también constituido en gran medida por gauchos y huasos), con el objeto de cruzar los Andes para liberar Chile y Perú.
Los gauchos desarrollaron los combates contra los realistas en el marco de acciones de guerrilla que se darían en llamar montoneras, a lo largo de una línea fronteriza de más de 600 km de extensión, que quedó bajo la responsabilidad de Güemes después del colapso militar patriótico producido por la derrota del Ejército del Norte al mando del general José Rondeau, tras la Batalla de Sipe Sipe en 1815. El principal escenario de operaciones fue la Quebrada de Humahuaca y sus vecinas provincias de Tarija, Tarija incluía entonces a los jinetes chicheños de Sud Chichas.

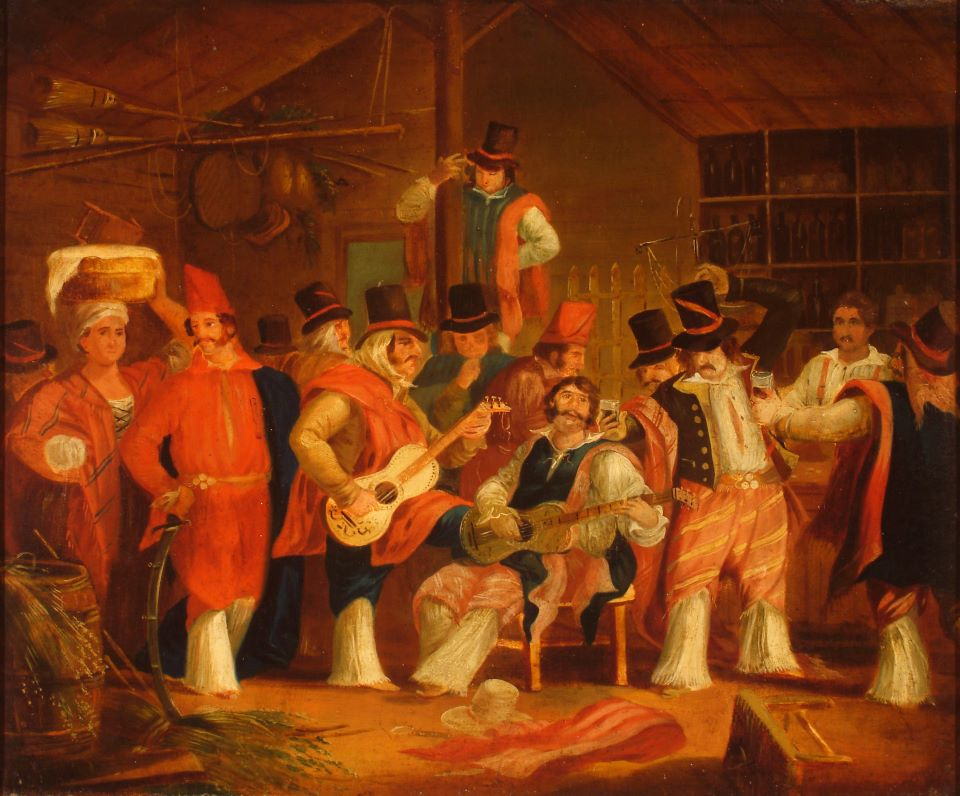
Gauchos en una payada en la pulpería, obra de Carlos Morel en los 1830. Nótese que según el realista cuadro de Morel estos gauchos eran favorables al federalismo ya que usaban ponchos, chiripás, pañoletas, etc., de color rojo.

Aquellas luchas se prolongaron por más de diez años, conociéndose este bélico accionar con el nombre de la guerra gaucha, y fue llevada a cabo por un ejército formado por tropas de guerrilla, de línea y artillería, no eran considerados "regulares" por varios motivos: al ser Patriotas se les consideraba "rebeldes" al imperio español y su corona o sus juntas liberales, excepto la Bandera Argentina (que en esa época no era reconocida internacionalmente por las potencias como la de un Estado Soberano); carecían de elementos (telas, tinturas, correajes etc.) que les dieran uniformes excepto los típicos ponchos su atavío de gauchos y sus facones y casi improvisadas lanzas de caña tacuara. como el nombre que ellos aceptaron recibir casi nunca formaron ejércitos regulares, sino huestes de gauchos patriotas decididos a dar su vida por la libertad de ellos y principalmente de su Patria. Solamente en el norte del territorio argentino la fuerza militar gaucha actuó en 236 combates contra los colonialistas españoles y colonialistas proespañoles ("realistas") diversos defendiendo la vanguardia de la frontera. También fueron responsables directos de rechazar seis de las diez invasiones procuradas por España para pretender recuperar los dominios declarados independientes en Tucumán en el Congreso de 1816.
Los hechos históricos señalan que su destacada participación fue crucial para la independencia argentina, dado que supieron constituir un grupo militar disciplinado dentro de aquella comunidad multiétnica. Los ancestros de sangre del gaucho norteño eran básicamente de origen indígena sudamericano, español, afroamericano, y en menor medida lusitano. Asediados por los españoles, que avanzaban desde el Virreinato del Perú después de recuperar militarmente casi todo el subcontinente, los gauchos norteños defendieron la frontera con firmeza, caracterizándose por el cumplimiento de una férrea disciplina militar, el seguimiento fiel a su jefe Martín Güemes, y la demostración de habilidades y destrezas particulares para el combate a caballo y en la lucha abierta, aún en medios adversos. 

Así las tropas gauchas también constituyeron un hito muy importante en el desarrollo de la independencia de Bolivia, destacándose las acciones guerrilleras llevadas a cabo por los comandantes de las republiquetas independientes, como Manuel Ascensio Padilla y su mujer, Juana Azurduy de Padilla, Eustaquio Méndez, Francisco Pérez de Uriondo, el general Ignacio Warnes y el cura Ildefonso de las Muñecas, al mando de tropas de guerrillas. Estas actuaban en estrecha colaboración con las tropas de Güemes.

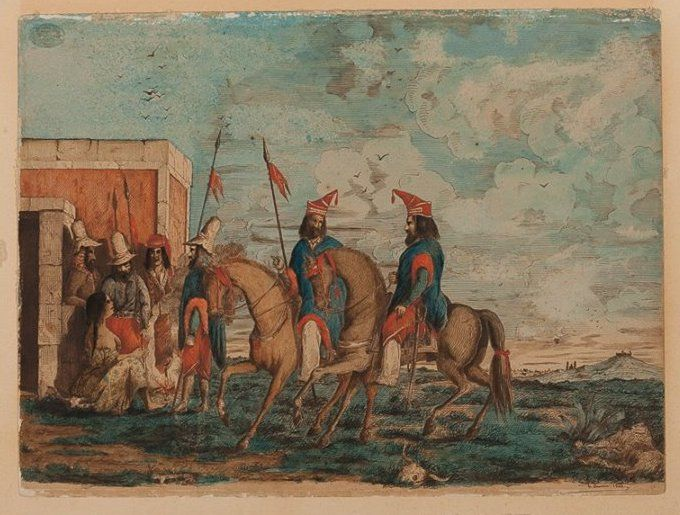
Soldados del ejército de Oribe. Sitio de Montevideo, por Doumic, 1844

En Uruguay, derrotada la ocupación luso-brasileña en 1825 por los cruzados libertadores al mando de Juan Antonio Lavalleja, y conseguida la Independencia, producto de las presiones inglesas y brasileñas, la primera Constitución uruguaya de 1830 deja fuera a mujeres, a esclavos y a analfabetos (entre otros), y por consiguiente al mismo gaucho, el mismo que forjó el sentimiento independentista. Es difícil entender que aquella revolución en la que participó el gaucho junto al indio charrúa como los lugartenientes de Artigas no fuese la misma que la que los libertadores de 1825 plasmaron en el Estado uruguayo actual: de hecho se hizo borrón y cuenta nueva con las ideas revolucionarias de Artigas, se olvidó de que los esclavos habían sido libres y se llegó en 1832 a la matanza charrúa en Salsipuedes a cargo del primer presidente del Uruguay, Fructuoso Rivera. El gaucho en Uruguay fue cada vez más relegado y terminó de extinguirse con el fracaso de la Revolución de 1904 cayendo al lado del general Aparicio Saravia y del alambrado de los campos. En los 1860 con el apoyo de Brasil y tras un golpe de Estado el gobierno "uruguayo" era ejercido por el general Venancio Flores, del Partido Colorado, que accedió al poder por una revolución contra el gobierno legal, ejercido por el Partido Blanco. Esta revolución había sido un antecedente crucial en la guerra de la Triple Alianza. Los oficiales del ejército uruguayo que combatieron en el Paraguay eran todos partidarios de los Colorados.
En el sur de Brasil los gauchos desencadenaron una guerra independentista en la región de Río Grande del Sur, formando una república independiente entre los años 1836 y 1845, manteniendo la esclavitud y creando una constitución. La República Riograndense fue destruida por el ejército del Imperio de Brasil, pero el mismo sentimiento independentista persiste en una pequeña parte de la población desde entonces.
En la bibliografía histórica militar internacional los gauchos fueron comparados por analogía con los soldados del cuerpo de mamelucos del norte de África, que luego formaron parte de las tropas de Napoleón al ingresar a Madrid, en 1808.

### Rol protagónico en la historia del Cono Sur

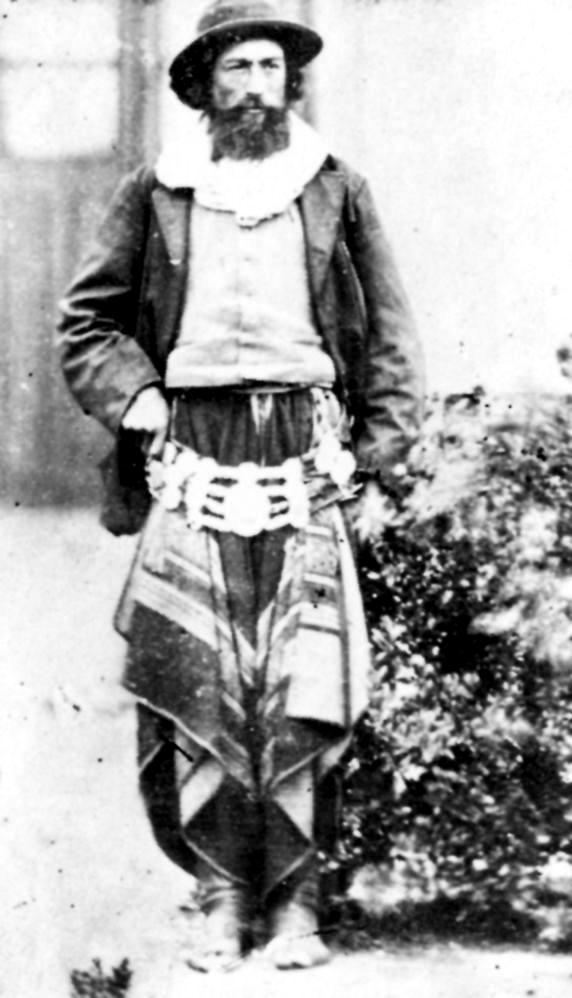
Gaucho argentino en 1870. Nótese como sus pantalones están cubiertos por un chiripá.

Con la disolución de los territorios del antiguo Virreinato del Río de la Plata y las respectivas independencias de los países del Cono Sur los gauchos quedaron divididos internacionalmente, aun así la unidad cultural continuó por medio de las manifestaciones culturales que los unen. El gaucho interpreta un rol simbólico importante en la conformación del sentimiento nacional y la idiosincrasia de la región, especialmente en la zona del Río de la Plata (Argentina y Uruguay), el estado de Río Grande del Sur y la Patagonia chilena. El poeta uruguayo Antonio Lussich es considerado uno de los precursores de la poesía gauchesca, y su poema «Los Tres Gauchos Orientales» fue considerado por Jorge Luis Borges un antecesor del poema épico Martín Fierro, del argentino José Hernández. Este último, la obra más famosa del género, evidencia al gaucho como símbolo de tradición nacional argentina, contraponiéndolo a las tendencias europeizantes de la ciudad y a la corrupción de la clase política. Martín Fierro, héroe del poema, es reclutado por el ejército argentino para la guerra fronteriza contra "el indio", pero deserta y se convierte en un fugitivo de la ley. La imagen del gaucho libre a menudo es contrastada con aquella de los esclavos que trabajan en el norte de Brasil. Estereotípicamente, los gauchos eran fuertes (forzosamente, dadas sus actividades), taciturnos, pero arrogantes y capaces de responder con violencia ante una provocación. Si bien en el sur argentino los gauchos mostraban cierta indisciplina, en el norte de Argentina de principios del siglo XIX tuvieron un papel distintivo, ya que tuvieron un trascendental desempeño militar en las luchas por la independencia de España. Su lucha fue descrita y recordada épicamente por Leopoldo Lugones en el libro La guerra gaucha. En Río Grande del Sur se destacó el escritor gaucho João Simões Lopes Neto, que buscó rescatar los orígenes de la cultura local escribiendo cuatro obras principales que exaltaban el espíritu del gaucho en la región: Cancioneiro Guasca (1910), Contos Gauchescos (1912), Lendas do Sul (1913) y Casos do Romualdo (1914).

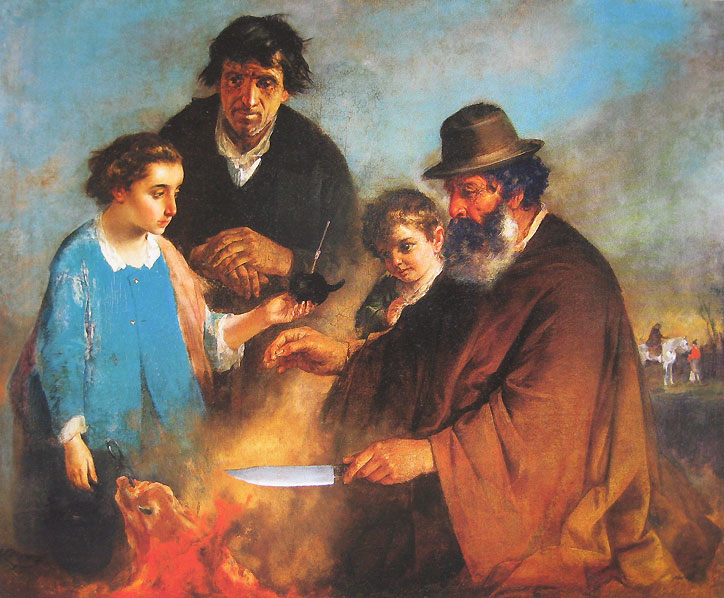
El asado (1888), pintura realizada por Ignacio Manzoni en la cual se observa a un gaucho argentino de la región pampeana y con los atavíos de 1880 repartiendo el asado entre sus comensales mientras la muchacha le retribuye con un recipiente hecho con Lagenaria siceraria lleno con mate y su correspondiente bombilla (en el lenguaje del mate la posición de la bombilla significa aprecio y también gratitud).

Los gauchos formaron asimismo la tropa de los "caudillos" (líderes carismáticos según la tipología de Max Weber) provinciales durante las guerras internas que siguieron al establecimiento del gobierno independiente, en estas guerras los gauchos solían adscribir al Partido Federal, aunque en ocasiones, por lealtades personales, muchos participaron en el bando opuesto, tras 1828 en el entonces recién creado estado uruguayo los gauchos se encontraron divididos entre los blancos o nacionales (aliados a los federales) y los colorados (aliados a los unitarios), aunque en el Estado Oriental la simpatía de los gauchos fue predominantemente dirigida al Partido Blanco, tal cual se observa en la batalla de Masoller ocurrida ya en 1904 en la cual fuera mortalmente herido el caudillo nacional o blanco Aparicio Saravia.
En 1834, Charles Darwin, que recorrió las pampas argentinas, escribió: 

"...con sus pelos largos hasta los hombros, la cara negra por el viento, sombrero de fieltro, chiripá y botas sacadas de los cuartos traseros de las yeguas, un largo facón en la espalda sostenido por el cinturón y comían carne asada como dieta principal a veces acompañado por un poco de mate o algún cigarro...".

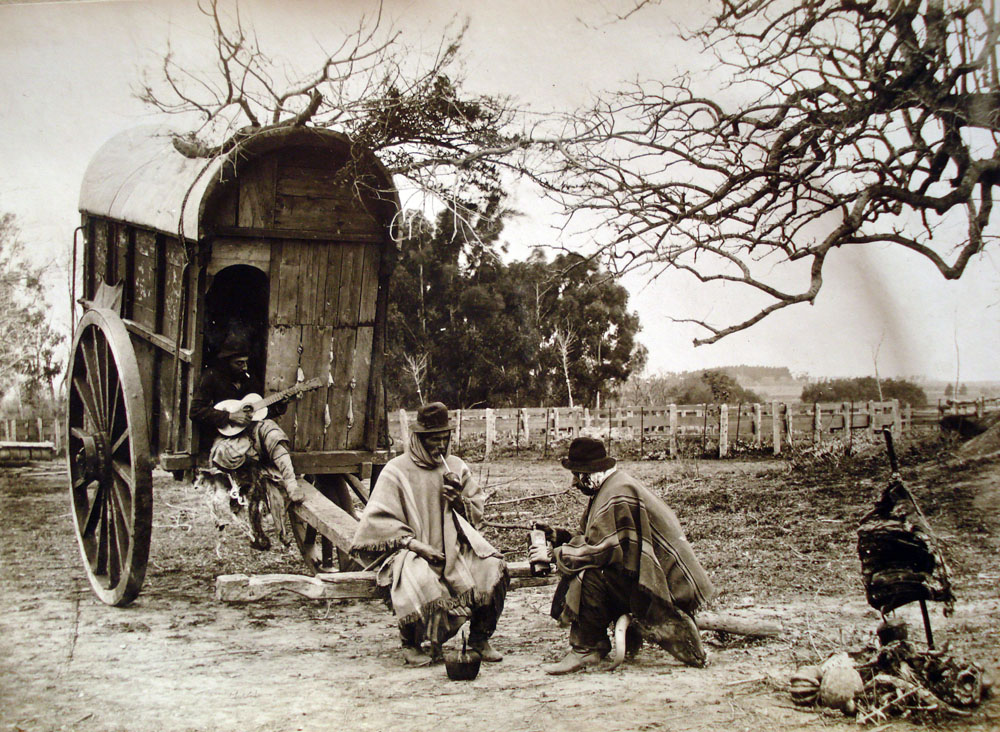
Grupo de gauchos tomando mate y tocando la guitarra en la Pampa Argentina durante la segunda mitad del s. XIX. Notar como en la parte inferior derecha de la foto se observa un "costillar" puesto a asar en el modo llamado "a la cruz".

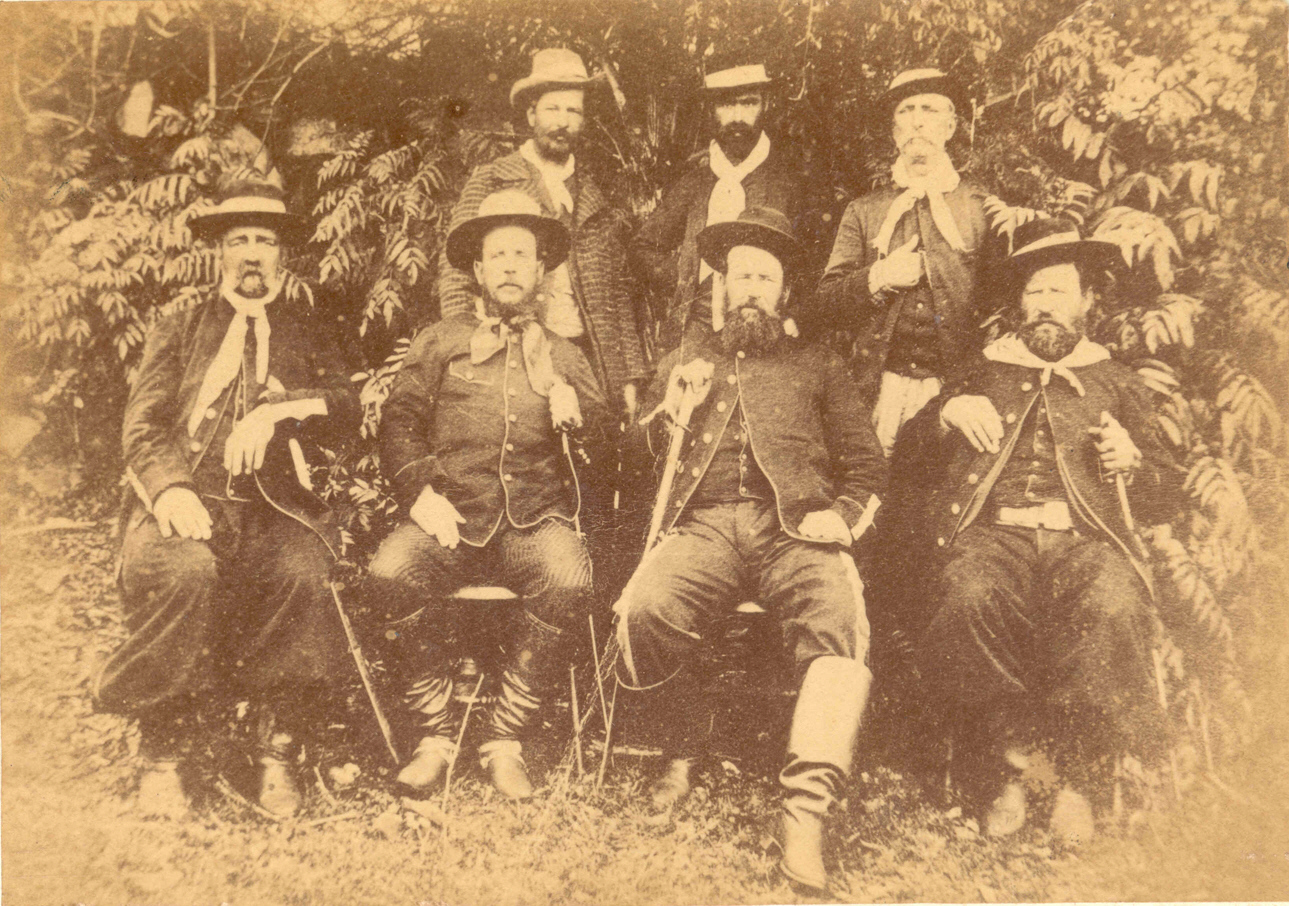
Comandantes Gauchos en la Revolución Federalista a 1893 1895.

El 10 de noviembre, fecha en que se recuerda el nacimiento de José Hernández (en 1834), es en la Argentina el "Día de la Tradición", y un reconocimiento al gaucho. Suele celebrarse con desfiles de jinetes en el centro de la Ciudad Autónoma de Buenos Aires y fiestas de destrezas hípicas en el barrio de Mataderos (donde estuvieron los corrales de matanza de vacunos, y en 2008, continua el desfile diario de más de 6000 cabezas de ganado, con destino a los frigoríficos) y los predios de la Sociedad Rural (organización gremial que representa a los ganaderos latifundistas) en la Capital Federal y en muchísimas localidades del interior del país. El "Día del Gaucho" (Ley n.º 24303), es en Argentina, desde 1996, el 6 de diciembre, como homenaje a la 1.ª edición del "Martín Fierro", pero para nada ha cobrado vigor en las asociaciones nativistas.
Desde la segunda mitad de siglo XIX (en Argentina la fecha clave, aunque no precisa es la de la batalla de Caseros), en Río Grande fue cuando ocurrió la derrota de la República Riograndense ante el imperio del Brasil y en Uruguay, como en Argentina en los años 1852-1853 se produce una derrota militar de los partidos sustentados por los gauchos, desde entonces la población gaucha pasó de responder a líderes carismáticos a quedar en gran medida clientelizada o aparcerizada por estancieros latifundistas y otros representantes de los nuevos gobernantes de entonces. Un elemento concreto y al mismo tiempo simbólico signó el fin de la primera era gaucha: desde los años 1860 se comienza a difundir el alambrado de púa con lo que la trashumancia del gaucho fue quedando acotada.

## Axiología gauchesca
Existe toda una axiología gaucha caracterizada por los siguientes valores: valentía, lealtad, hospitalidad, de allí que en Argentina y Uruguay, la frase "hacer una gauchada" cuyo significado es todo lo opuesto a "hacer una guachada", aunque la etimología de las palabras gaucho y guacho pudieran ser las mismas, "hacer una gauchada" significa tener un gesto de hidalguía o una buena actitud mientras que "hacer una guachada" es todo lo opuesto y algo que un genuino gaucho sentía y siente como una deshonra.
Para una parte de la aristocracia y la burguesía urbana del siglo XIX (especialmente para los adherentes al Partido Unitario), el gaucho era un "salvaje peligroso" y la palabra gaucho le resultaba casi un insulto.
Un ejemplo de la idiosincrasia gaucha del siglo XIX está reflejada por José Hernández (criado entre gauchos) y se encuentra en estas estrofas del Martín Fierro (se respetan los modismos y los vocablos gauchescos de ese tiempo):

| No me hago al lao de la güeya aunque vengan degollando, con los blandos yo soy blando y soy duro con los duros, y ninguno en un apuro me ha visto andar titubiando. En el peligro, ¡Qué Cristos!, el corazón se me enancha. pues toda la tierra es cancha, y de esto naide se asombre: el que se tiene por hombre ande quiera hace pata ancha. | Soy gaucho y entiendanló. Como mi lengua lo explica, para mí la tierra es chica y pudiera ser mayor. Ni la víbora me pica, ni quema mi frente el sol. (...) lo que al mundo truje yo, del mundo lo he de llevar. | Mi gloria es vivir tan libre como el pájaro del Cielo, no hago nido en este suelo ande hay tanto que sufrir; y naides me ha de seguir cuando yo remonte el vuelo. 'Yo no tengo en el amor quien me venga con querellas, como esas aves tan bellas que saltan de rama en rama. Yo hago del trébol mi cama y me cubren las estrellas. | Y sepan cuantos me escuchan de mis penas el relato que nunca peleo ni mató si no es por necesidá; y que a tanta alversidá sólo me arrojó el mal trato. Y atiendan la relación Que hace un gaucho perseguido, que padre y marido ha sido empeñoso y diligente, y sin embargo la gente lo tiene por un bandido... |
estrofas en los Capítulos II y III del citado Martín Fierro

Poco más de medio siglo después el escritor y estanciero Ricardo Güiraldes se siente emocionalmente obligado a dar su homenaje a los gauchos (en los inicios de siglo XX reducidos a la categoría laboral de "peones", es decir: de jornaleros rurales). A pesar de tal ubicación en la "escala social", Güiraldes se ve compelido a reconocer —con mucha nostalgia— los valores del gaucho. Estos valores son puestos en el personaje de un gaucho, al cual sintomáticamente llama "Don Segundo Sombra", y a quien siente que le adeuda su iniciación como hombre. Don Segundo Sombra es su mentor, le da nociones de un especial honor y respeto al prójimo, le enseña a tratar con la naturaleza, e incluso (y esto es clave) es quien le protege de sus temores y fobias burgueses. Este es uno de los motivos por los cuales Güiraldes, muy joven, concluye, después de que Don Segundo le despidiera, "lo vi irse en el horizonte (...) y me fui como quien se desangra".

### El gaucho mítico
En la cultura rioplatense destaca con mucha fuerza la imagen mítica del gaucho pampeano. Su papel en la historia de Argentina y Uruguay así como la literatura gauchesca han contribuido a edificar aquella imagen. Analizando aquellas obras, y particularmente el Martín Fierro de José Hernández, se trata de entender cuáles son las características del gaucho argentino y el carácter que le está asociado. También es interesante en su vínculo con el mito del cowboy o vaquero estadounidense.

### La literatura gauchesca

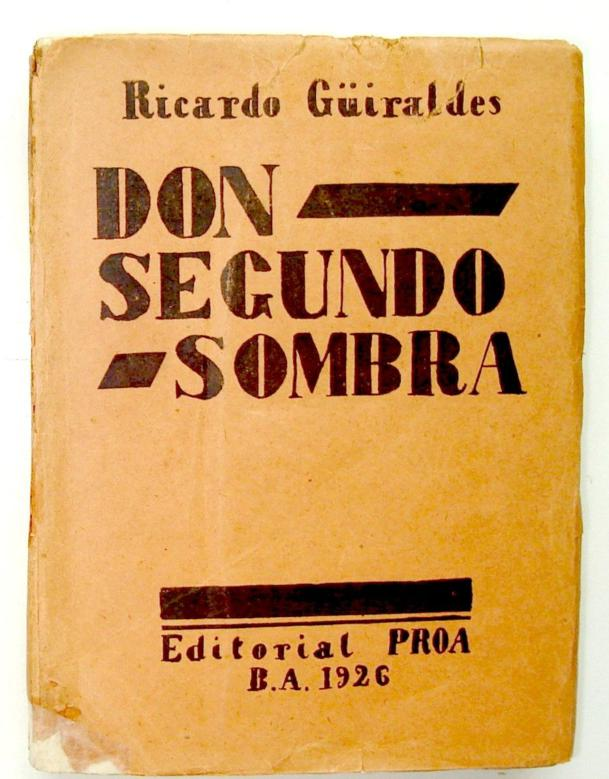
Primera edición de Don Segundo Sombra (1926).

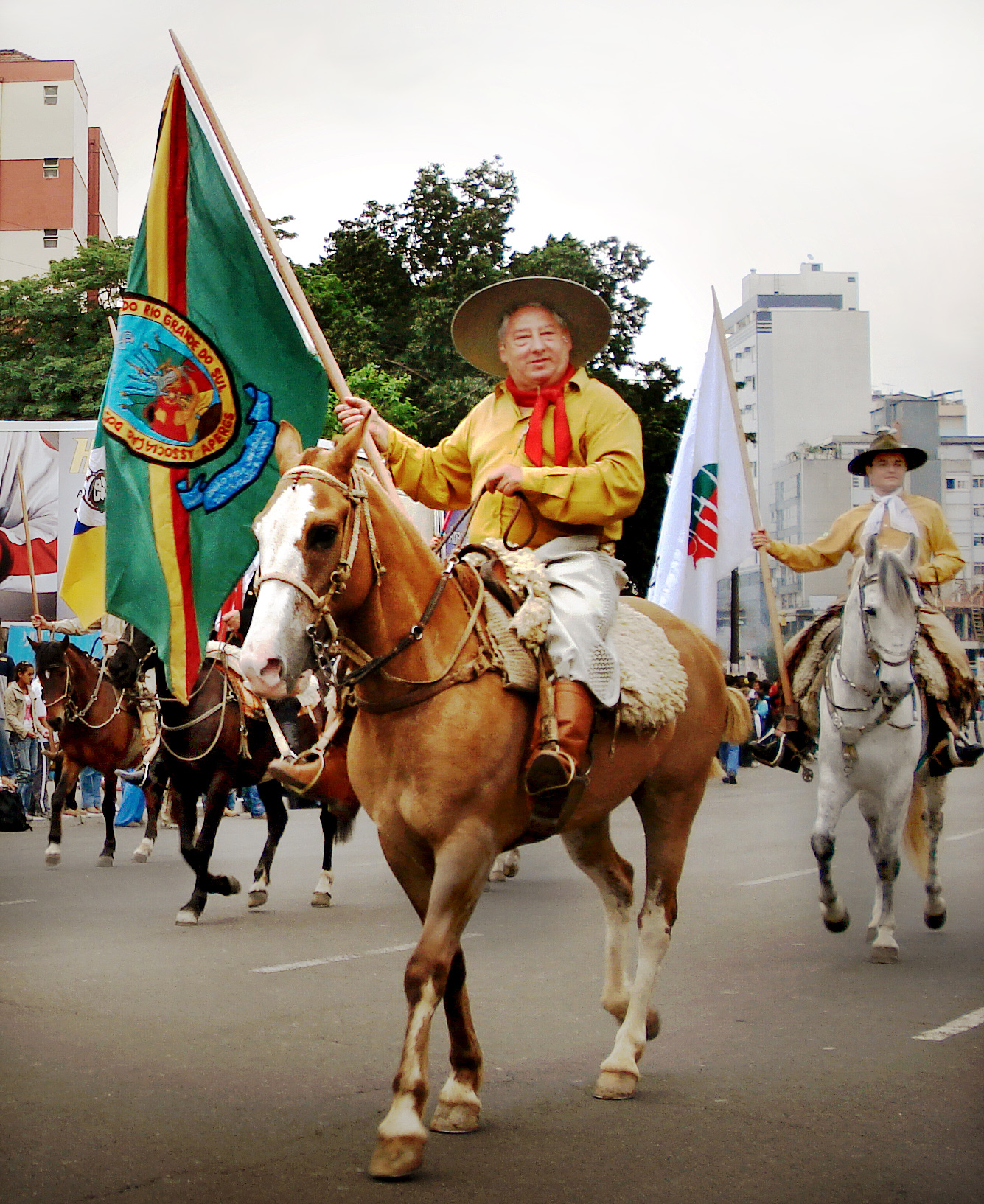
Gaúchos a caballo en Río Grande del Sur.

Bartolomé Hidalgo es considerado el "primer poeta gaucho", sus Diálogos patrióticos (1822) iniciaron la literatura gauchesca; Estanislao del Campo, en El Fausto Criollo, 1866, Hilario Ascasubi, en su obra referida a Santos Vega, 1870.
Antonio Lussich, considerado por Jorge Luis Borges (cuya madre era orientala) un antecesor del Martín Fierro, y su coetáneo y conocido José Hernández, uno en Los tres gauchos orientales, el otro en el Martín Fierro (editados ambos en 1872), presentan un gaucho idealizado, de espíritu noble, respetado por los campesinos por su fuerza física y moral. Domingo Faustino Sarmiento, prácticamente el hijo de un gaucho, en su Facundo (1845), tuvo una relación de amor y odio hacia lo gaucho: caracterizó al gaucho en bueno: rastreador y baqueano, que vive en un estado de armonía con la naturaleza; y malo: «...hombre divorciado con la sociedad, proscrito por las leyes;... salvaje de color blanco» que incluye al cantor, que anda «de tapera en galpón» cantando hazañas propias y ajenas.
Pareciera que aquella distinción entre el gaucho «bueno» y el «malo», dentro del mito asimismo es muy relevante porque permite entender lo paradójico de este mito. Sarmiento hizo hincapié en la existencia nómada del gaucho, en su comportamiento rústico, en su capacidad de sobrevivir en la pampa, cuya misteriosa belleza y peligro oculto le fascinan, pero sobre todo identificó al habitante de la pampa como un ser incivilizado, opuesto al avance del progreso en comparación con los refinados ciudadanos "que visten traje europeo, viven de la vida civilizada... [donde] están las leyes, las ideas de progreso, los medios de instrucción...".
La imagen del «gaucho malo» se encuentra también en el Juan Moreira, 1880, la novela de Eduardo Gutiérrez. Este texto relata la vida de un personaje existente y típico del paisaje tradicional pampeano: Juan Moreira. Cuenta los juegos valientes de este «Robin Hood» argentino, cuya nobleza contrasta con un rastro de crímenes horrendos y muertes insidiosas. Sin embargo, aquella violencia tiene una razón que le disculpa al gaucho. En la obra de Gutiérrez, el gaucho, víctima de la sociedad, vuelto malo por la injusticia a la cual se ve sometido, se rebela contra la ley. Su astucia y su temeridad son la base del mito criollo (iniciado por el Martín Fierro). Su inferioridad social y su mala reputación le obligan al gaucho a aislarse, volviéndose un ser violento y antisocial. Este gaucho es llamado, según la expresión popular, «gaucho matrero».
Ricardo Güiraldes, en Don Segundo Sombra, 1926, vuelve a transformar el campo en poesía. En palabras de Lugones: «Paisaje y hombre ilumínanse en él a grandes pinceladas de esperanza y fuerza. Qué generosidad de tierra la que engendra esa vida, qué seguridad de triunfo en la gran marcha hacia la felicidad y a belleza». Al idealizar al gaucho con líricos toques de virtud y heroísmo en una relación de completa armonía con la naturaleza, nutre el concepto que ha creado el estereotipo del gaucho tan evocado en el folclore argentino.
Si se quisiera contar la historia del gaucho malo, habría que comenzar con el Santos Vega donde el gaucho es malvado y culpable, y continuar en el Martín Fierro donde es forzado por la autoridad injusta a matar y pelear a ”la partida”, pero se incorpora finalmente al Sistema. En cambio en Moreira, el gaucho matrero se convierte en un superhéroe peleador quién, herido mortalmente por la policía, se muere finalmente en su ley. Todavía ahí no termina la línea del mito del héroe rebelde: encontramos, casi en la actualidad, al bandido-héroe Mate Cosido que, perseguido en el Chaco por la policía, es querido y protegido por los pobladores porque no roba a los pobres, sino a las grandes empresas explotadoras y se convierte, así, en una forma de vengador del oprimido. Hay que considerar, sin embargo, que tanto Juan Moreira como Mate Cosido fueron personas reales y no meros personajes literarios, como sí es el caso de Martín Fierro. En cuanto a Santos Vega, el personaje literario parece estar basado en alguien que realmente existió, pero de quien prácticamente nada se sabe.
A lo largo del siglo XX declinó la literatura gauchesca (si bien pervive, sobre todo en las payadas y en las letras de las canciones folclóricas), aunque se produce un curioso fenómeno: la aparición del gaucho en la historieta (son los casos de Santos Leiva, Lindor Covas, el cimarrón, El Huinca, Fabián Leyes, etcétera, que presentan al gaucho decimonónico en sus aspectos más virtuosos). Estos gauchos de historieta idealizados en exceso ya tenían su contrapartida en la narrativa visual de las pinturas hechas por Florencio Molina Campos en donde con gracia es presentado un gauchaje más humano, en la década de 1970 la tradición visual que representa graciosamente si bien con respeto al gauchaje es proseguida por otros gauchos de historieta: El gaucho Carayá y, especialmente, Inodoro Pereyra (El Renegau), un excelente homenaje en clave humorística realizado por Roberto Fontanarrosa.

### El gaucho matrero simbolizado por elMartín Fierro

Mediacaña - Buenos Aires, según Pellegrini, Acuarela, de Carlos E. Pellegrini, c. 1831.

Puesto que el Martín Fierro está visto como la «Biblia Gaucha», parece relevante utilizarlo como base principal para el análisis del mito del gaucho matrero.
Este poema de José Hernández fue escrito en 1872 con el título «El Gaucho Martín Fierro» y su continuación «La vuelta de Martín Fierro» salió en 1879. Tiene la particularidad de no estar escrito correctamente en la forma culta de la lengua española, sino que se copia fonéticamente la manera de hablar del gaucho. Gracias a este texto épico y poético, el gaucho dejó de ser una persona antisocial y «fuera de la ley» y ganó su imagen de héroe nacional argentino. Lo más seguro es que este poema sea uno de los libros nacionales de los argentinos.

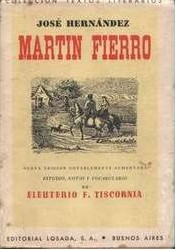
Portada del libro Martín Fierro, edición con comentario de Eleuterio Tiscornia.

Primeramente, esta obra responde a un contexto histórico muy particular, el del principio de la conquista del desierto. Muchos gauchos fueron incorporados por la fuerza al ejército nacional. Pues es precisamente lo que le ocurre a Martín Fierro al principio del poema. A través de este texto, el autor consiguió hacerse escuchar y tener eco para sus propuestas a favor de la causa del gaucho. Cuenta la historia de un gaucho cuyo carácter heroico y fundamentalmente independiente se lo apropiaron los argentinos como representante de un carácter nacional. Denuncia con una fuerte tonalidad crítica los atropellos de que eran objeto los parias rurales.

Pulpería de campaña - Buenos Aires, según Pallière. Acuarela, c. 1858.

Obedeciendo únicamente a su deseo de libertad, el héroe nunca aceptará someterse a sus jefes militares, lo que causará su huida y su amistad con Cruz, un miembro de la policía que se vuelve delincuente al proteger a Fierro contra un ataque injusto por parte de sus compañeros. Por fin se retira del rancho con Cruz y deciden ir a tierras indígenas.
Al leer esta obra aparecen algunos elementos característicos de la vida y de las costumbres del gaucho. El gaucho es muy sencillo respecto a sus instrumentos: caballo, facón, poncho, le cubren el problema de transporte, trabajo, defensa y abrigo. Cada uno de los instrumentos parece tener varios usos: el caballo es montura y compañía, y además le sirve en las peleas para protegerse la espalda; el facón instrumento de trabajo y defensa, y el poncho sirve para el frío y la lluvia, para dormir y, enrollado en un brazo, para pelear. Como alimentación, el asado se complementa perfectamente a nivel dietético con el mate, yerba amarga que se bebe en infusión dentro de agua caliente. Y, para alegrarse, la guitarra y luego el porrón de ginebra para ayudarse en ”un trance”. En cuanto a la arquitectura gauchesca, era el adusto rancho criollo de adobe con techo a dos aguas de paja, el fogón servía para "matear", cocinar el asado y calentarse en invierno, el horno redondo de barro servía para hacer el pan y otras preparaciones, por ejemplo empanadas (el asado era hecho por los hombres, las otras comidas por las mujeres); en las cercanías del rancho solía ubicarse un pozo de agua dulce llamado aljibe (en especial si tenía brocal) o "balde" o "jagüel", tampoco faltaban los bebederos para los animales y los palenques para sujetar los caballos.

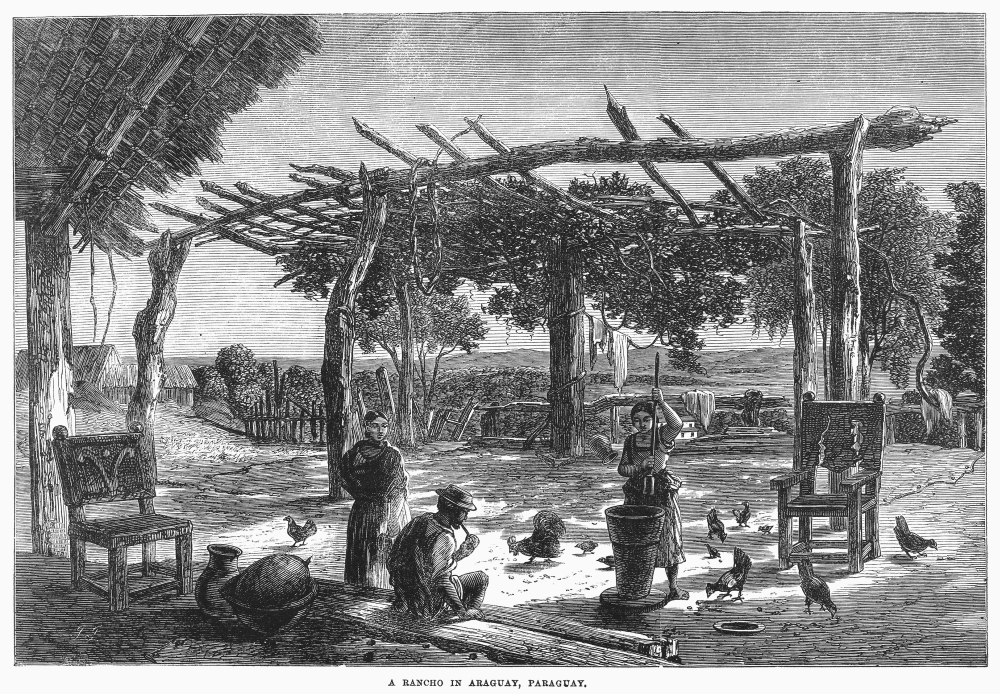
Un pequeño rancho con "paisanas" haciendo tareas agrícolas en Paraguay, grabado en madera, inglés, 1865.

El gaucho, además de saber ocuparse de su rancho y caballo y ganado tiene que dominar un arte que tiene algo de ballet y mucho de juego, donde se juega la vida: el duelo criollo. En el Martín Fierro se describen los duelos, que constituyen una mezcla de técnicas de astucia, de movimientos de danza y de apuesta de coraje.
Puesto que las labores de los gauchos no exigen tareas colectivas, la única comunidad existente no es de trabajo sino de diversión y son los bailes de pulpería el único momento social para una población aislada entre sí. Al principio, el narrador le pide permiso al lector para cantar. La necesidad de un público, un grupo social que sea depositario de lo cantado, es fundamental y en el Martín Fierro aparecen diálogos entre el cantor y el público. El lenguaje simbólico es muy rico y todo el proceso de la narración está referido a un modelo ecológico del ciclo de la naturaleza.
A causa de la ”ley de vagancia” establecida desde Bernardino Rivadavia el gaucho llega a ser una especie de esclavo pues, si no se "conchaba" por comida en alguna estancia cuyo patrón le firma ”la papeleta” (que certificaba que trabaja en su estancia) al detenerlo la policía sin certificado lo envía a las milicias de frontera por el "delito de vagancia". Como, por otra parte, tiene absolutamente negado el acceso a la tierra para trabajarla para sí, lo que pasa es que constituye una masa de mano de obra casi gratuita, a menos que opte por rebelarse ante esta injusticia convirtiéndose en un ’’gaucho matrero”.
El gaucho vive constantemente en un espacio exterior; su único ”adentro” era el ”adentro de su cuerpo”. Su hábitat es la llanura pampeana, que, geológicamente, es una llanura aluvial que se rellenó por sedimentación. Es importante conocer esto puesto que la topografía pampeana es una especie de ”mar-embalsamado”, tan horizontal como una mesa de billar. Debido a la insuficiente precipitación de las lluvias anuales, solo crece pasto bajo no alcanzando la humedad para la formación de bosques. Como consecuencia de todo esto el gaucho (y antes de él, el indio) es una especie de navegante nómada de un mar verde e infinito (”el desierto” como se lo llamaba en el siglo pasado, pues los árboles existentes fueron luego plantados por el hombre) donde tiene que guiarse por el sol y las estrellas para no perderse.

## Folclore gaucho

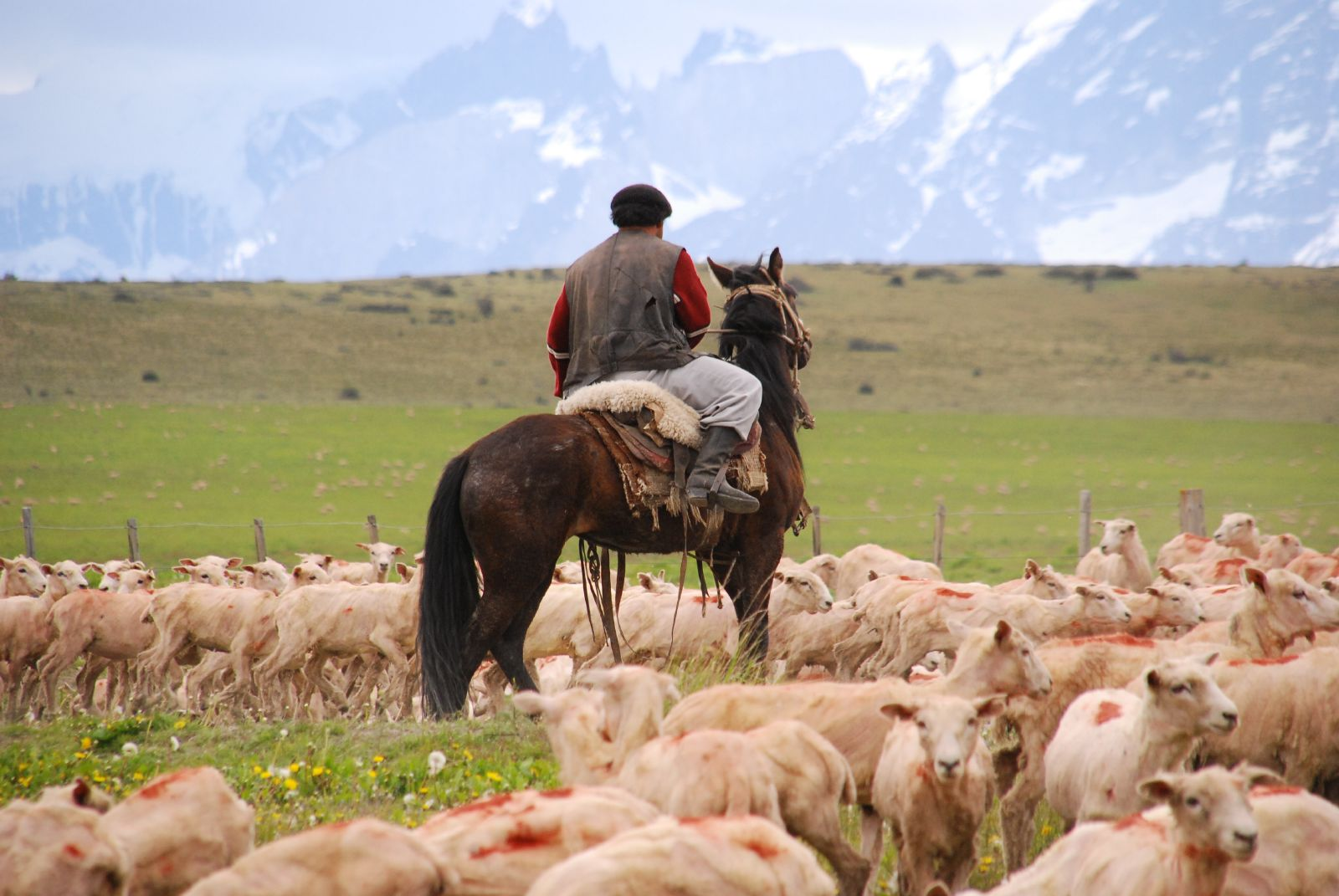
Gaucho en la Patagonia chilena.

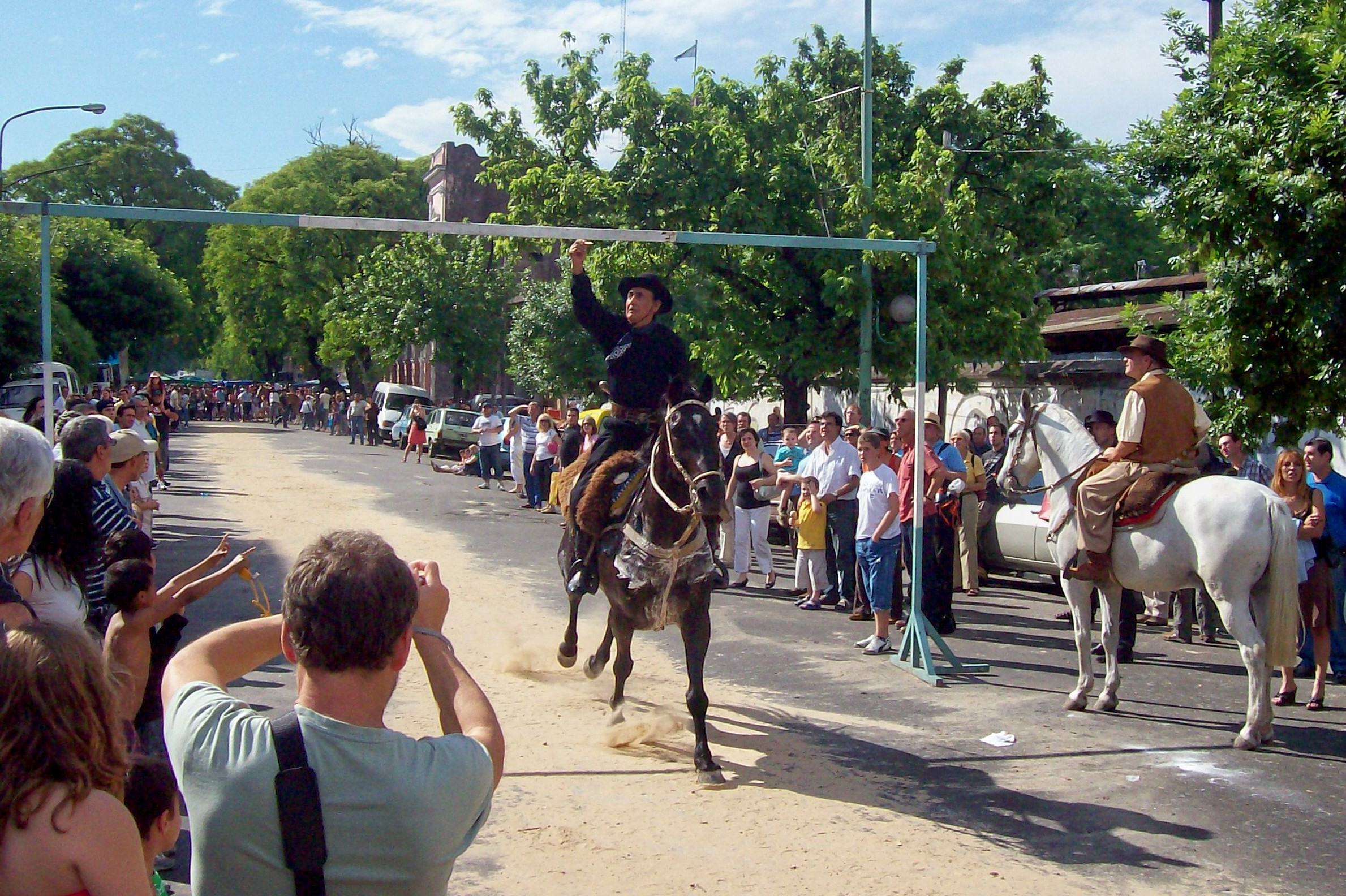
Corrida de sortija en el barrio de Mataderos (Buenos Aires).

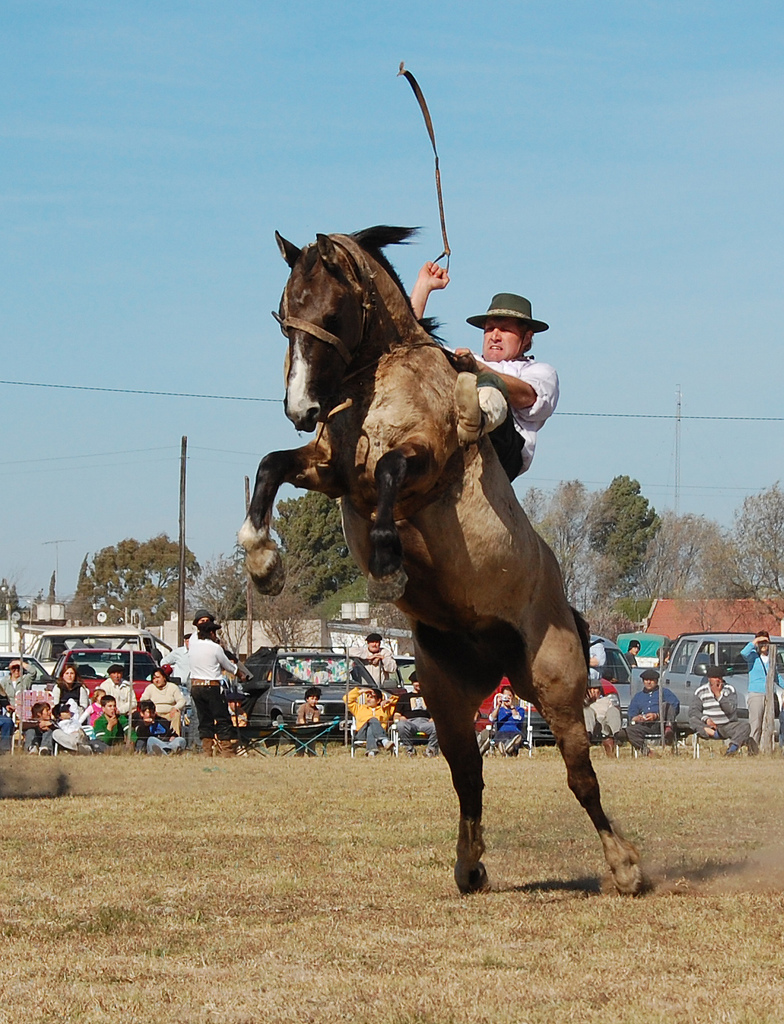
Jineteada gaucha en Argentina de un gaucho argentino a inicios del presente siglo.

Sobre la base económica de la ganadería extensiva se gestó, desde los finales del siglo XVII en una amplia región de la Argentina, en la Banda Oriental en Río Grande del Sur y en la Patagonia chilena una cultura peculiar del área, sustancialmente idéntica, aunque en la misma se distinguieran modalidades locales. Esta cultura ganadera y ecuestre tradicional, generó un tipo humano y social similar, el gaucho de Argentina y Uruguay, el gaucho de la Patagonia chilena y el del Río Grande del Sur.
La vida ecuestre, la alimentación carnívora, la ruda intemperie, los vientos tónicos del océano y de la pampa, le crían magro, duro y ágil. Unos sujetaban la cabellera con la vincha del indio, otros ponían sobre su suelta melena el sombrero panza de burro; todos usaban la bota de potro y el chiripá. El desierto y la soledad le hacen taciturno y silencioso (aunque según Atahualpa Yupanqui el experto puede distinguir el habla de gaucho de las llanuras del gaucho de las zonas montañosas "el primero habla como gritando para hacerse oír mejor en las distancias, el segundo habla con tono bajo para evitar avalanchas"). La libertad y la abundancia le hacen altivo, hospitalario y leal. Del conquistador recibe el caballo y la guitarra; del indio el poncho, la vincha, el mate, y las boleadoras. Su lenguaje es mezcla de castellano arcaico con un cierto influjo de andalucismos y elementos indígenas, a los que se agregan más tarde voces portuguesas y africanas.
Los gauchos son también grandes jinetes, excelentes en las prácticas ecuestres siendo en lo hípico sus deportes preferidos la jineteada gaucha y doma gaucha, el pato, las carreras cuadreras, la corrida de sortija, el juego de cañas, la cogoteada, la maroma, y la captura mediante boleadoras y lazo desde el caballo, también es frecuente el visteo (cuyo gerundio es vistiando) un simulacro de duelo criollo en el cual en lugar de facones (ya que no se busca herir ni matar a nadie en el visteo, sino practicar una esgrima gaucha) se usan palos o trozos de caña tiznados. En el siglo XX han aparecido juegos gauchescos como la polka de la silla, el rastrín, el juego de los tachos y el ejercicio de las tropillas entabladas que de ser una práctica habitual ha pasado a ser una muestra de la destreza gaucha (el adjetivo "entablada" no significa que las cabalgaduras estén ceñidas por tablas o dispositivo parecido, sino porque en el lenguaje gaucho tradicional se llama "tablada" o, coloquialmente "la tablada", a cualquier amplia zona de terreno rodeada de postes, "palos a pique" o "tablas" dentro de cuyo recinto se resguardan y crían a las tropillas de equinos).
A menudo el caballo de un gaucho constituía todo lo que este poseía en el mundo. Un gaucho sin flete (caballo) dejaba de ser gaucho, algo muy difícil, ya que en el campo argentino abundan las caballadas.
Sus tareas eran básicamente trasladar el ganado vacuno entre los campos de pastoreo, o hasta sitios de mercado como el puerto de Buenos Aires. La yerra consiste en marcar a fuego con el signo del propietario del ganado vacuno. La doma de potros era otra de sus actividades habituales. El de domador era un oficio especialmente apreciado en toda la Argentina y se mantienen vigentes las competencias de doma en festivales.
La principal alimentación del gaucho era la carne vacuna asada, en primer lugar, y de caprino tanto como de ovino en segundo lugar, aunque el verdadero gaucho cocinaba casi cualquier carne si era menester. Las pocas carnes que tenía en calidad de tabú eran las de sus amigos incondicionales: el caballo, el perro e incluso el gato doméstico. Principalmente en el noroeste de la Argentina (aunque se encuentra difundido de diversas formas en casi todo el país), forma parte de la dieta el "locro", un guisado a base de maíz (u otro componente vegetal) con carne. La bebida alcohólica que mayormente consumían hasta fines de siglo XIX era la ginebra traída en importantes cantidades, y a precios accesibles entonces, principalmente desde Holanda.
Los gauchos tomaban también la infusión típica llamada mate, tradicionalmente preparada en una calabaza ahuecada sorbiendo la infusión mediante una bombilla. El agua para el mate se calienta (sin hervir) sobre fogones en un recipiente llamado pava o caldera (los dos nombres corresponden al mismo recipiente que recuerda a una tetera).

Gaucho usando un Lazo, según Isola. Litografía coloreada, 1844. Extraída de la publicación "Monumenta Iconographica" publicada en 1964 por Bonifacio del Carril.

Solían reunirse en las pulperías, lugar de aprovisionamiento para el medio rural, donde se realizaban intercambios y se socializaba. Allí se reunían los vecinos del pago y los viajeros de paso. Tomaban bebidas alcohólicas (caña quemada, ginebra, vino, aloja), jugaban a la taba y a las cartas (por ejemplo el truco), o entraban en diversos tipos de duelos incruentos como el malambo (originalmente competencia de zapateo entre hombres) y payadas al son de guitarras o carreras a caballo llamadas cuadreras, o "jineteadas" de destreza ecuestre (sortija, doma, pato, etcétera), ocasionalmente y por diversos motivos (los más usuales eran los "por polleras", es decir la rivalidad por el amor de las mujeres) se producían duelos criollos a faconazos, para esta eventualidad casi todos los gauchos frecuentemente se entrenaban utilizando, en lugar de facones, palos con la punta carbonizada; tal entrenamiento es también un juego llamado muchas veces "visteo" u "ojeo" ya que los contendientes tienen que predecir rápidamente, principalmente con la mirada, cómo atacará el adversario (ver: esgrima del cuchillo gaucho).
Además de expertos jinetes, arrieros, reseros y domadores (hasta inicios de siglo XX era frecuente que los varones gauchos comenzaran a montar a caballo desde la temprana infancia), muchos gauchos se destacaron por el conocimiento del territorio y sus condiciones climáticas, a tal capacidad se le da el nombre (procedente de los marineros del siglo XVI) de "baquía" y se llama "baquianos" o "baqueanos" a los gauchos más expertos en "baquía", otra capacidad próxima a la baquía es la de "rastreador", un rastreador es aquel que puede seguir la huella o rastro de otro ser humano o de un animal por varias leguas, ambas cualidades han sido recordadas laudatoriamente por Domingo Faustino Sarmiento. 
Muchos gauchos, en su mayoría categorizados por las autoridades de su época como "bandidos rurales", han pasado a recibir la devoción popular (véase:Gauchos considerados milagrosos (en Argentina)).

## Las pilchas y los avíos

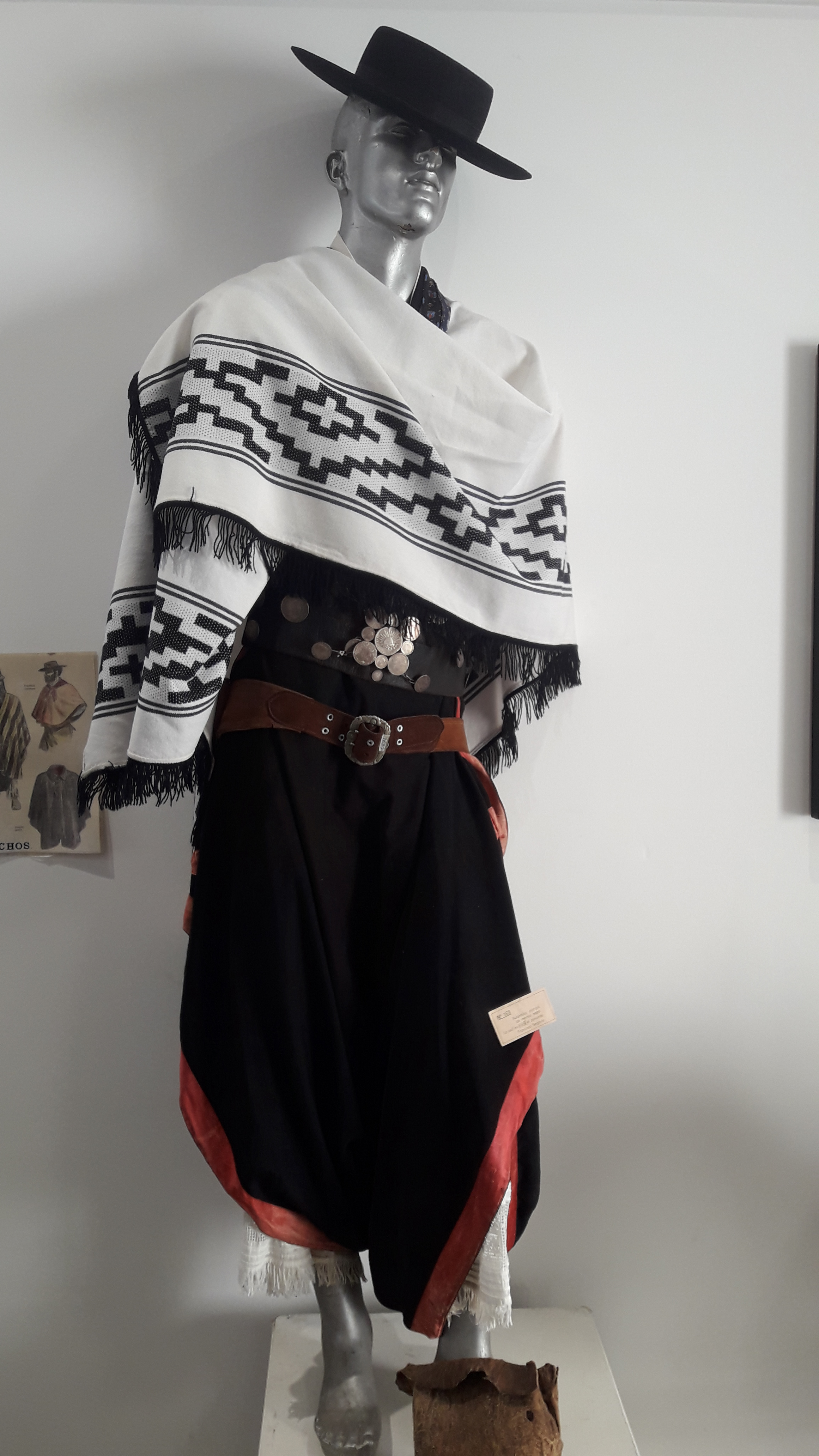
Museo del gaucho de Tacuarembó

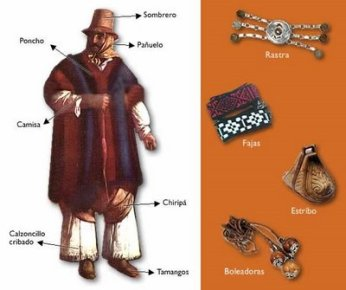
Descripción de cada indumentaria según su ubicación y utilidad.

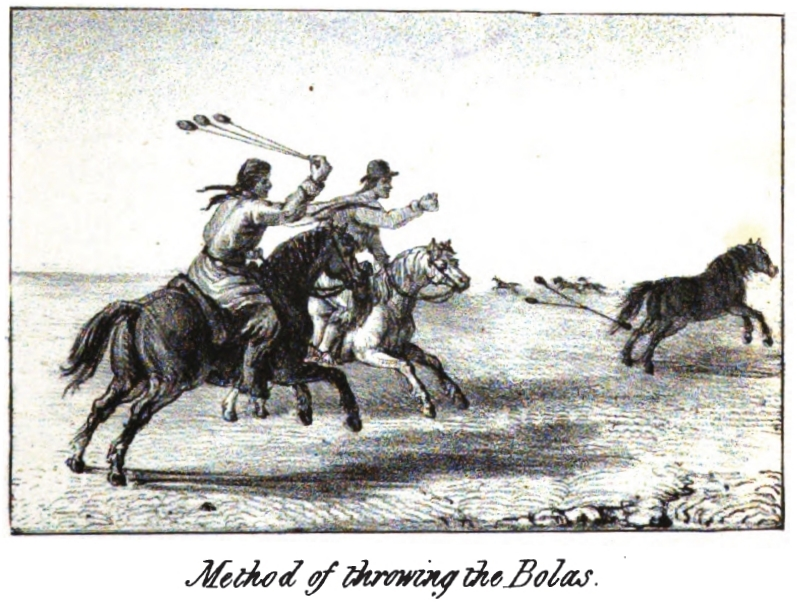
Jinetes gauchos lanzando boleadoras en una litografía de John Miers del año 1826.

Toda indumentaria de gaucho usualmente es llamada pilcha (tal palabra de origen indígena luego ha pasado a ser parte del lunfardo): la vestimenta típica del gaucho tiene la impronta de la de los jinetes andaluces a la que suma un poncho (gran capa talar o capote tipo manta con un tajo en el centro para pasar la cabeza), un facón (cuchillo de gran tamaño), un rebenque o talero y pantalones amplios que no son los actuales del hombre de campo, que se llaman bombachas, sino unos pantalones tipo pijama, llamados calzoncillos, sueltos abajo, que sostenidos con un cinturón con una faja de lana tejida y un ancho cinturón de cuero adornado a veces con monedas (llamado tirador o rastra -porque recuerda la rastra del arado) (véase más adelante rastra), quedan por debajo del "chiripá", lienzo atado a la cintura como un pañal, una de cuyas funciones era proteger del frío (el frío fue llamado muchas veces con la palabra quechua del mismo significado: "chiri").

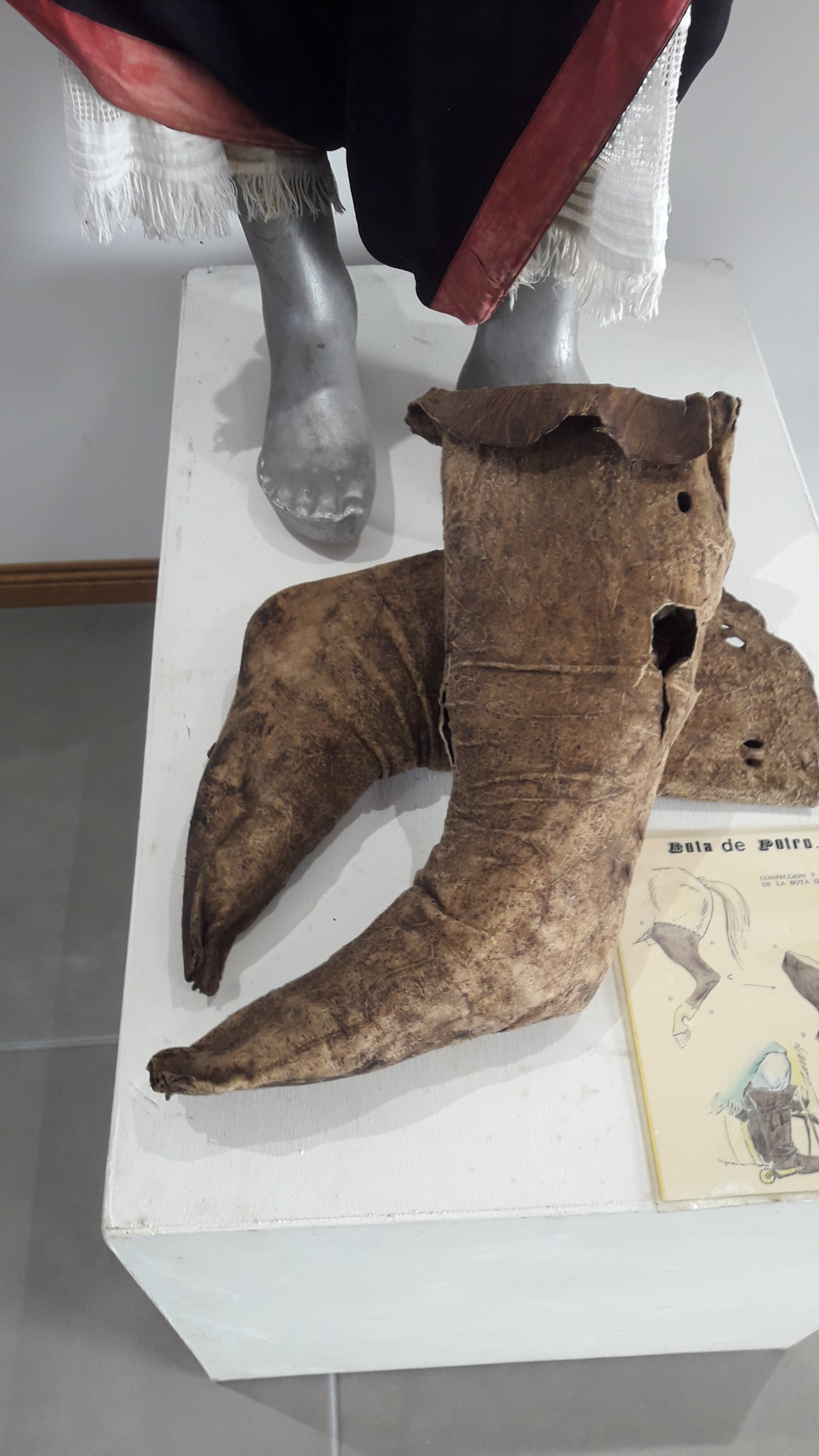
Botas de potro

El poncho, el chiripá y el mismo hábito de tomar mate, fueron tomados del "indio"; también de ellos tomó el gaucho una de sus más singulares armas: las boleadoras. El sombrero del gaucho era o bien el "chambergo" (sombrero alar), o bien el sombrero de panza de burro (un recorte circular de la panza de un burro que se ataba a un poste y se dejaba secar adquiriendo entonces la forma apropiada); la guitarra y el chambergo eran herencia de los conquistadores españoles. El gaucho solía montar con las llamadas "botas de potro", que no tenían tacones y eran abiertas en las puntas, de modo que los dedos de los pies quedaban descubiertos. Otro elemento típico de la indumentaria del gaucho son sus cinturones, los más conspicuos son llamados rastras y consisten en cinturones anchos de cuero blanco graneado, trabajado con alumbre. En los siglos XVII y XIX complementaban estas vestimentas cubriéndose la entrepierna con un lienzo a modo de pantalón recogido en la cintura llamado chiripá, al parecer originario del litoral argentino, que era sostenido con la rastra que se prendía con presillas diversas, a veces de metal de plata. De acuerdo con su condición económica o laboral, este adorno solía tener características lujosas, incluso con incrustaciones de monedas o figuras de plata y oro.
Se cubrían el torso con el poncho, prenda originaria del norte argentino, muy común también en otras zonas de América, solían apreciarse los ponchos de vicuña muy abrigados al tiempo que livianos, los "ponchos pampas" (tejidos por los indígenas pampas prácticamente impermeables a la lluvia), los "ponchos calamacos" tejidos principalmente en Santiago del Estero, los rojos ponchos salteños, los ponchos marrones muchas veces tejidos con el fino pelo de panza de chulengo (cría de guanaco), desde la segunda mitad del siglo XIX el más usual —por barato— poncho de tejido bayeta, etc., al poncho de uso habitual y desgastado se le llamaba en ciertas zonas "poncho soró".

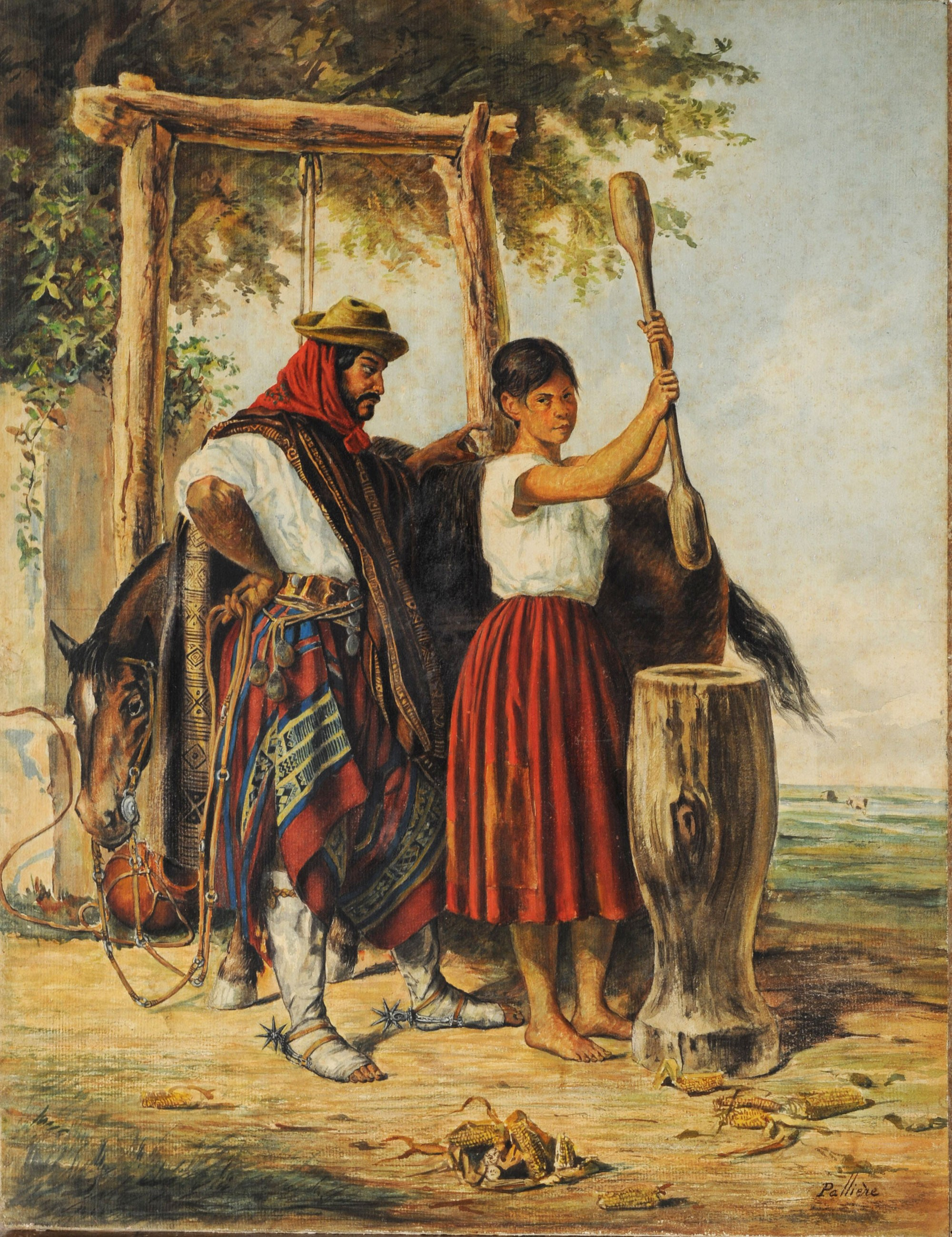
La pisadora de maíz (c. 1868) de Pallière, acuarela costumbrista que representa a un gaucho y a una "china" de mediados del. Museo Nacional de Bellas Artes.

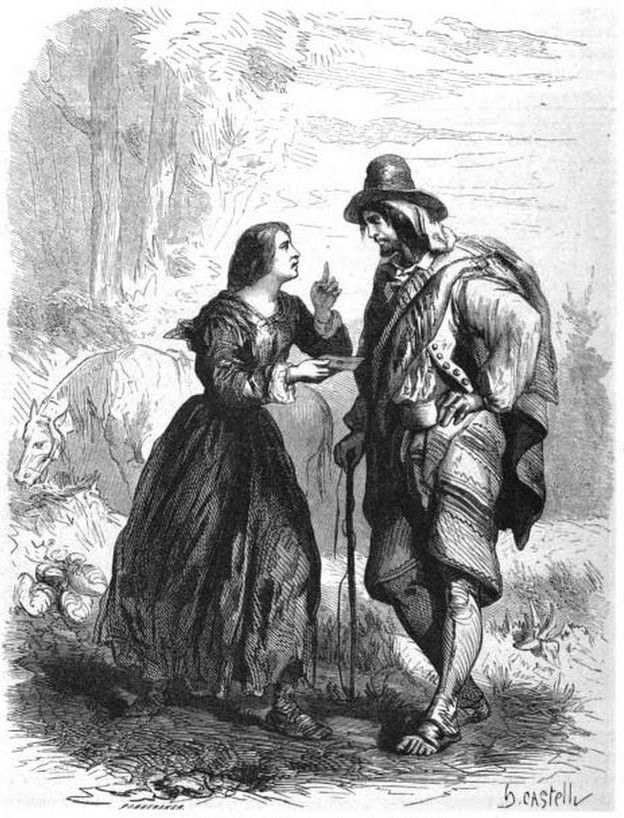
Chasqui de Santiago del Estero usando pilchas gauchas. Dibujo de Castelli, 1840.

Las posteriores botas de cuero curtido y con tacones (botas fuertes) era un bien relativamente caro, aunque la mayoría de los gauchos ahorraba dinero para obtenerlas y lucirlas en las festividades patronales, fiestas patrias y en las danzas. A fines del siglo XIX las botas solían ser llamadas "botines patrios" ya que eran las mismas que usaban los soldados. Las botas del gaucho argentino norteño solían y suelen tener pliegues que recuerdan a un fuelle, es decir con la pierna de cuero "acordoneada", como manera de defensa del monte y de la eventual mordedura de serpientes. Tales botas se acompañan con espuelas, destacándose las grandes espuelas de plata llamadas "nazarenas" (así llamadas porque sus grandes aguijones recuerdan remotamente a la corona de espinas con la que, según los Evangelios, fue torturado Jesús quien procedía de Nazaret). Los adornos con apliques de metal (virolas), frecuentemente eran facturados con monedas de plata (patacones y rastras). Los ponchos y nazarenas o lloronas (por el ruido que hacían entre ellas) suelen ser hasta el día de hoy verdaderas obras de arte, aunque en los trajines cotidianos el gaucho suele usar a modo de cinturón una faja de lana artísticamente tejida.
Pese a que existe un estilo de vestimenta gaucha que trasciende al tiempo (ya que es ropa de jinete preparada para duros trajines rurales), se puede decir que han existido modas durante los siglos: hasta aproximadamente los 1860 el gaucho usaba casi siempre la bota de potro, "calzoncillos" o leones (especie de pantalones que solían tener bordados rústicos llamados cribados en la parte del tobillo), sobre los "calzoncillos" el chiripá, una camisa holgada, una pañoleta que además del cuello cubría también la cabeza y sobre la pañoleta un estrecho sombrero de cuero llamado panza de burro, en las partes septentrionales (NOA, NEA, Paraguay, Río Grande del Sur fue más común el uso de chambergos de grandes "alas" para cubrir mejor la cabeza ante el sol).
Hacia los referidos años 1860 se produce un gran cambio: como rezagos de la Guerra de Crimea llegaron al área rioplatense gran cantidad de pantalones bombachos (del turco babucha), en la actualidad conocidos como bombacha, que habían sido tejidos en gran cantidad en las fábricas de Europa para los regimientos de zuavos (los zuavos llamaban a estos pantalones "seruel") que participaron en dicha guerra, vendidos a muy bajo precio pasaron a ser indumentaria común de los gauchos (estos pantalones, pese a su tela delgada, dan un buen aislamiento térmico y se pliegan fácilmente cuando se marcha por terrenos accidentados o cubiertos de altas hierbas), un tipo de pantalón bombacho de tela rústica por su color grisáceo algo moteado pasó a ser llamado "bataraz". La fuerte inmigración vasca, ocurrida en la segunda mitad del siglo XIX y primera mitad del siglo XX, difundió el uso de la boina y las alpargatas entre los gauchos (particularmente en la zona de la pampa húmeda), en el siglo XX y a principios de siglo XXI es frecuente el uso de un chambergo oscuro de alas medianas, semejante al sombrero de los huasos.
Entre los "avíos" o equipos básicos del gaucho han estado y están las sillas de montar de diversas formas; estas sillas son usadas principalmente en zonas montañosas existiendo variaciones regionales de las mismas acorde al terreno y clima, en los suelos relativamente llanos las sillas de montar gauchas eran de arzones bajos. Los arzones prácticamente desaparecieron en la década de 1870 quedando expuesto el par de chorizos que unidos con lonjas de cuero se ajustan al lomo del caballo, también para ese entonces surge el recado de bastos y bastos de sogas, en las zonas llanas como la pampeana es más frecuente el apero que en lugar de una silla propiamente dicha consta de diversos cobertores plegados y sobrepuestos encima del lomo de la cabalgadura, de arriba hacia abajo, son: el cinchón o sobrecincha o pegual, el sobrepuesto, el cojinillo, la cincha ancha con encimera y correones de los que cuelgan los estribos largos, los bastos o lomillos, grandes caronas lisas, la jerga o matra, la sudadera o bajera, cuando el gaucho se pone a dormir de noche a la intemperie parte de esos cobertores le sirve de rústica colchoneta y parte de cobija.

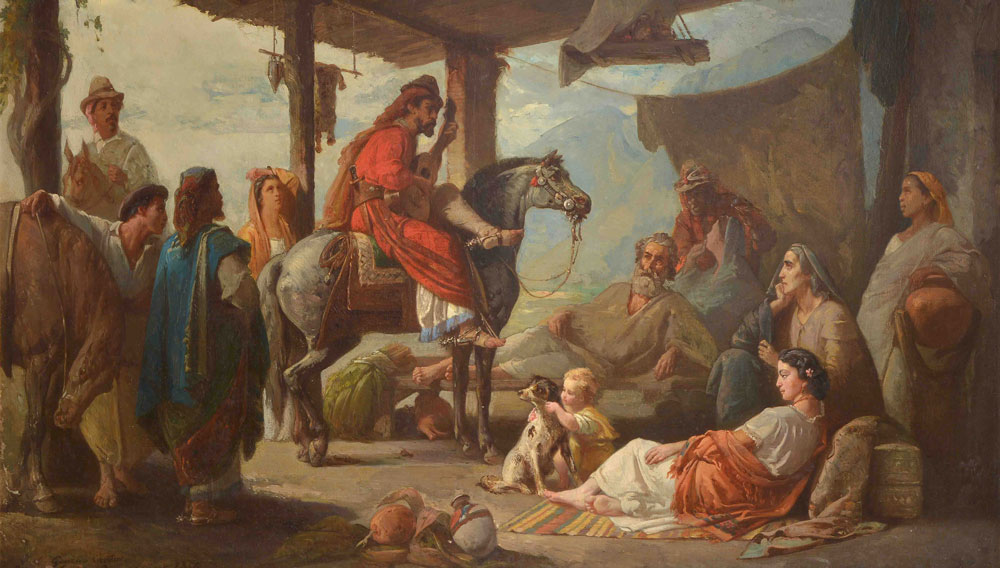
Le gaucho cantor, barde de la République Argentine, la escena transcurre en San Juan, con el fondo de paisaje de la cordillera. (1856, León Ambroise Gauthier).

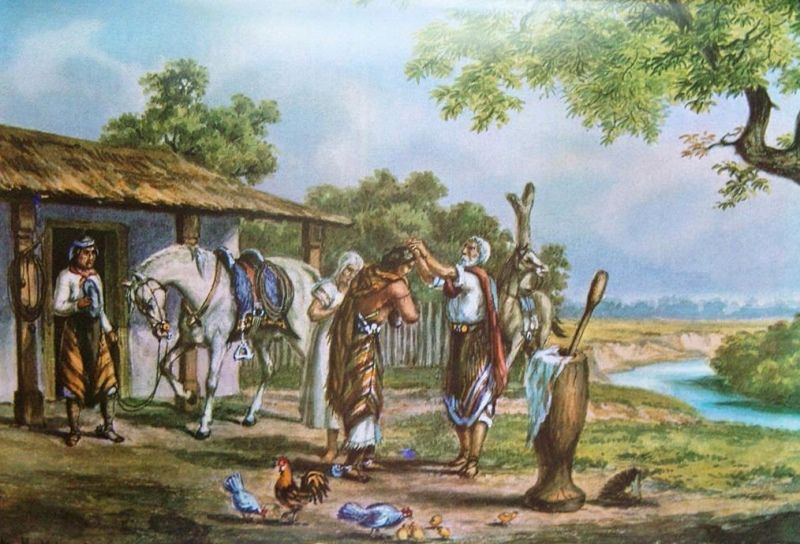
El Gaucho Cristianador, pintura de Adolf Methfessel, 1836.

Los arreos, riendas, cabezadas y tiradores, con que monta su caballo suelen ser de cuero preferentemente de yeguarizo trenzado con algunos adornos o partes necesariamente metálicas -como el freno para tascar al caballo- (en lo posible de plata), los estribos también varían, aunque suelen ser elaborados con maderas duras labradas: unos son circulares, otros recuerdan las puntas de zuecos, más modernamente se utilizan estribos de metal.
Es de notar que la forma de andar a caballo típicamente gaucha reúne elementos del montar a la jineta procedentes de Noráfrica y montar a la brida que tiene procedencias centroasiáticas y centroeuropeas, el freno corresponde al modo brida, el estribo largo, el caballo es dirigido como en el modo jineta con ambas riendas sin embargo como en la brida predomina la mano más baja.
En las zonas donde abundan las plantas espinosas (por ejemplo zonas del Chaco y del Noroeste) los gauchos añaden a las sillas de montar grandes cueros que les resguardan las piernas cuando galopan, tales cueros se llaman "guardamontes"; en zonas húmedas donde puedan acechar serpientes utilizan unas especies de polainas, o mejor dicho, grebas de cuero grueso que cubren gran parte de las piernas (esto se observa mucho en la provincia de Corrientes y en Paraguay).
Aunque los gauchos han usado y aún hacen empleo de armas de fuego (por ejemplo a inicios de siglo XIX los llamados trabucos naranjeros, llamados así porque su caño a la salida se abría en un embudo del diámetro de una naranja, sus armas preferidas han sido las armas blancas, entre las que se destaca el gran cuchillo llamado facón (en la Banda Oriental y en Río Grande, zonas muy militarizadas también se hizo bastante común el sable). El facón no es solo un arma, sino casi una herramienta que ayuda en varios menesteres, y al facón se sumó —aún con más características de herramienta de supervivencia— el verijero.

## Preservación de las tradiciones

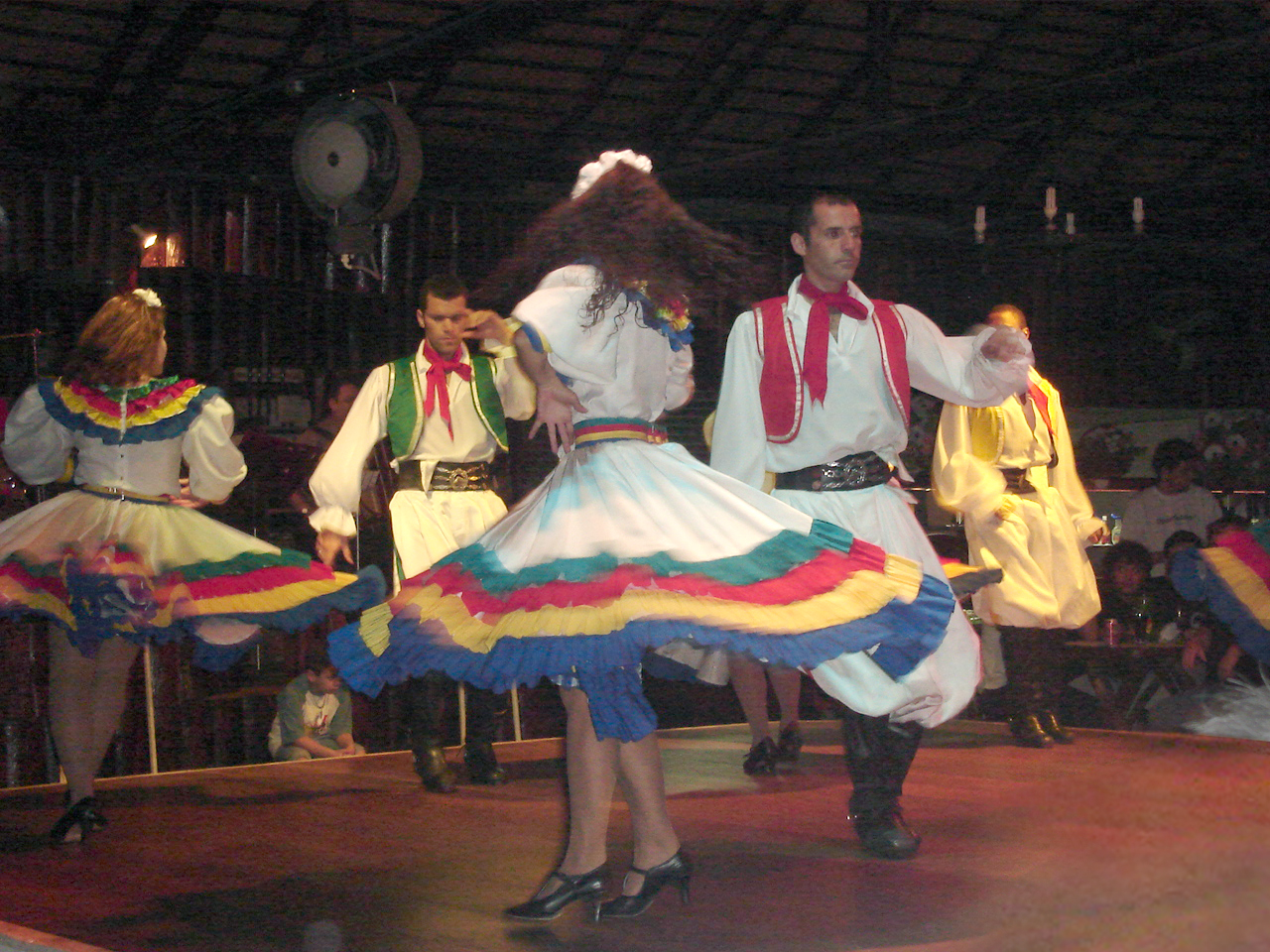
Bailarines de danza folclórica con vestimenta tradicional gauchesca.

En los países del Cono Sur existen gran cantidad de sociedades tradicionalistas y nativistas que se encargan de preservar y difundir las tradiciones, usos y costumbres del gaucho.
En Argentina se celebra el Día Nacional del Gaucho el 6 de diciembre, en conmemoración de la publicación de la primera parte de El gaucho Martín Fierro, poema narrativo de José Hernández, la obra más importante de la literatura gauchesca. También se celebra el Día de la Tradición el 10 de noviembre, fecha de nacimiento de José Hernández.
En Río Grande del Sur (Brasil) se crearon a mediados del siglo XX los Centros de Tradiciones Gauchas (CTG), con la finalidad de investigar y mantener vivas las costumbres y también el arte gaucho riograndense. En este estado cada 20 de septiembre se celebra con desfiles tradicionales el Día del Gaucho (Dia do gaucho), en conmemoración de la Revolución Farroupilha.
En Uruguay se celebra la Fiesta de la Patria Gaucha, en la Laguna de las Lavanderas, Tacuarembó, entre otras celebraciones.
En Chile existen más de treinta festivales gauchescos,[cita requerida] entre jineteadas, apialaduras y fiestas costumbristas propias de la Patagonia chilena —específicamente en las regiones de Aysén y de Magallanes—, donde comparten con los vecinos argentinos.
En Bolivia, al sur de ese país (Tarija), (Tarija tiene muchas costumbres gauchesca), el gaucho chapaco y gaucho chaqueño, criollos, tiene una mezcla de acentos similares al cuyano, cordobés en la región chapaca central, al salteño, riojano en la región chapaca del oeste, y al formoseño, chaqueño, salteño chaqueño en la región del chaco. 
Costumbres como tomar mate y comer asado, bailar cueca, chacarera etc., En todo el departamento de tarija. 
Las costumbres criollas son practicadas y fomentadas en festivales y fiestas rurales, uno de los más reconocidos en Bolivia es el Festival de la Tradición Chaqueña y, que se celebra el último fin de semana del mes de agosto, entre las actividades tradicionales se encuentran: La ambrosiada, la pelada de chiva, la doma de potro, la pialada, y, entre los juegos gauchescos se practican: la jugada de taba, La corrida de sortija, y la cucaña o palo encebado. Además de montarse peñas con música y baile.